# Bartfaden
Die Bartfaden (Penstemon) sind eine Pflanzengattung innerhalb der Familie der Wegerichgewächse (Plantaginaceae). Mit über 250 Arten ist es eine sehr artenreiche Gattung, die von Nord- bis Zentralamerika weitverbreitet ist.

## Beschreibung

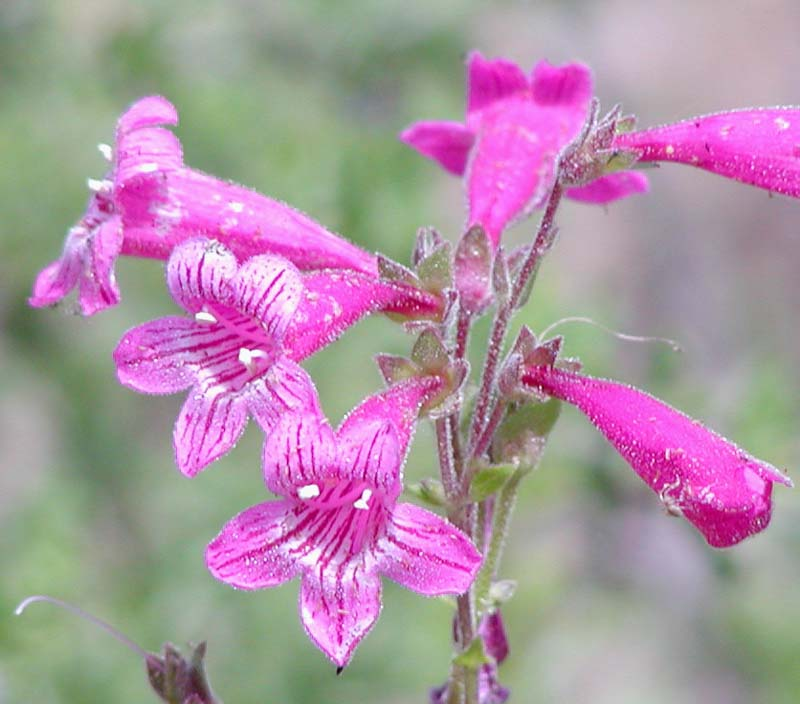
Blütenstand von Penstemon triflorus mit zygomorphen Blüten

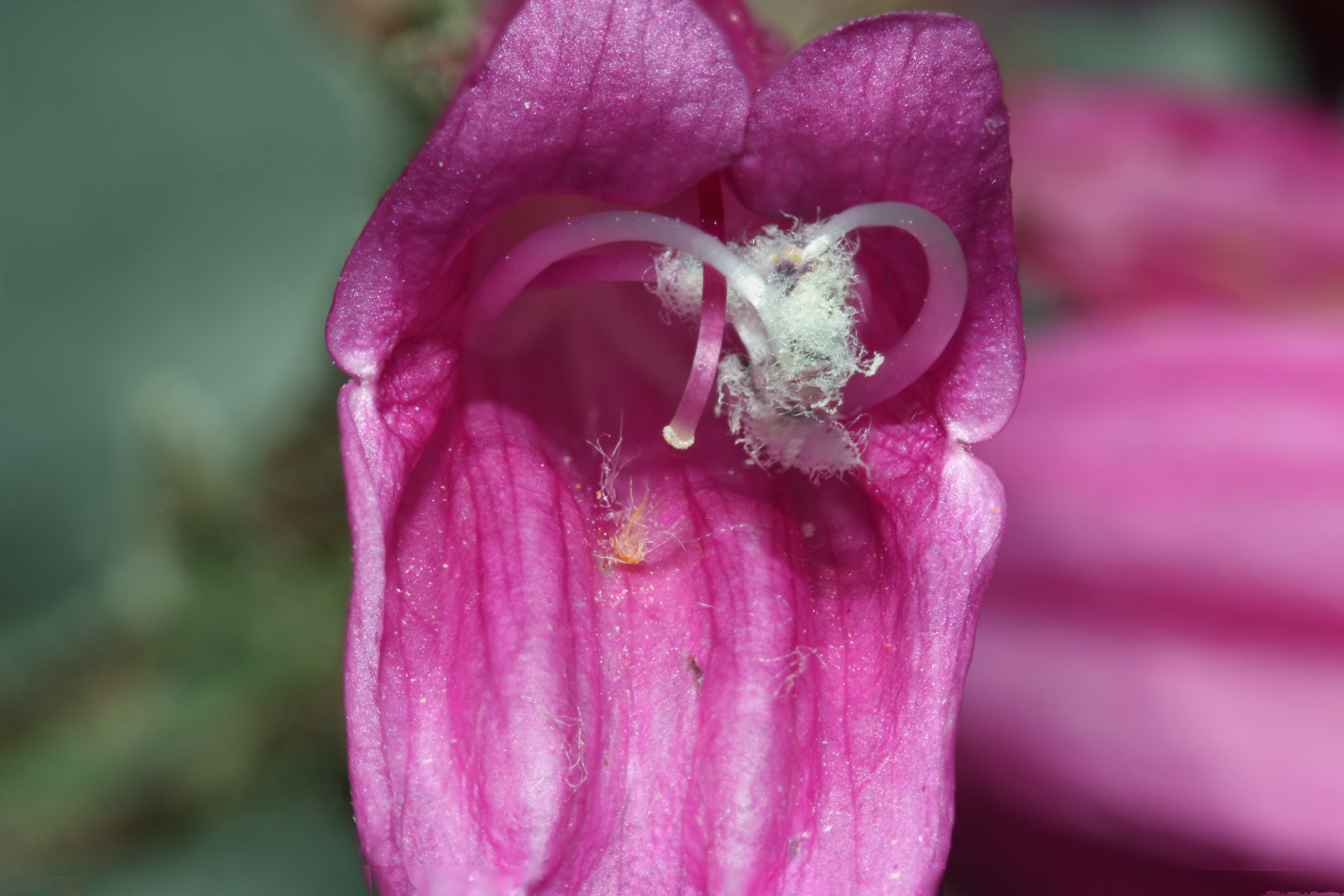
Ausschnitt einer zygomorphen Blüte von Penstemon rupicola, deutlich ist ein behaartes Staminodium erkennbar (eines der besten Bestimmungsmerkmale der Gattung Penstemon)

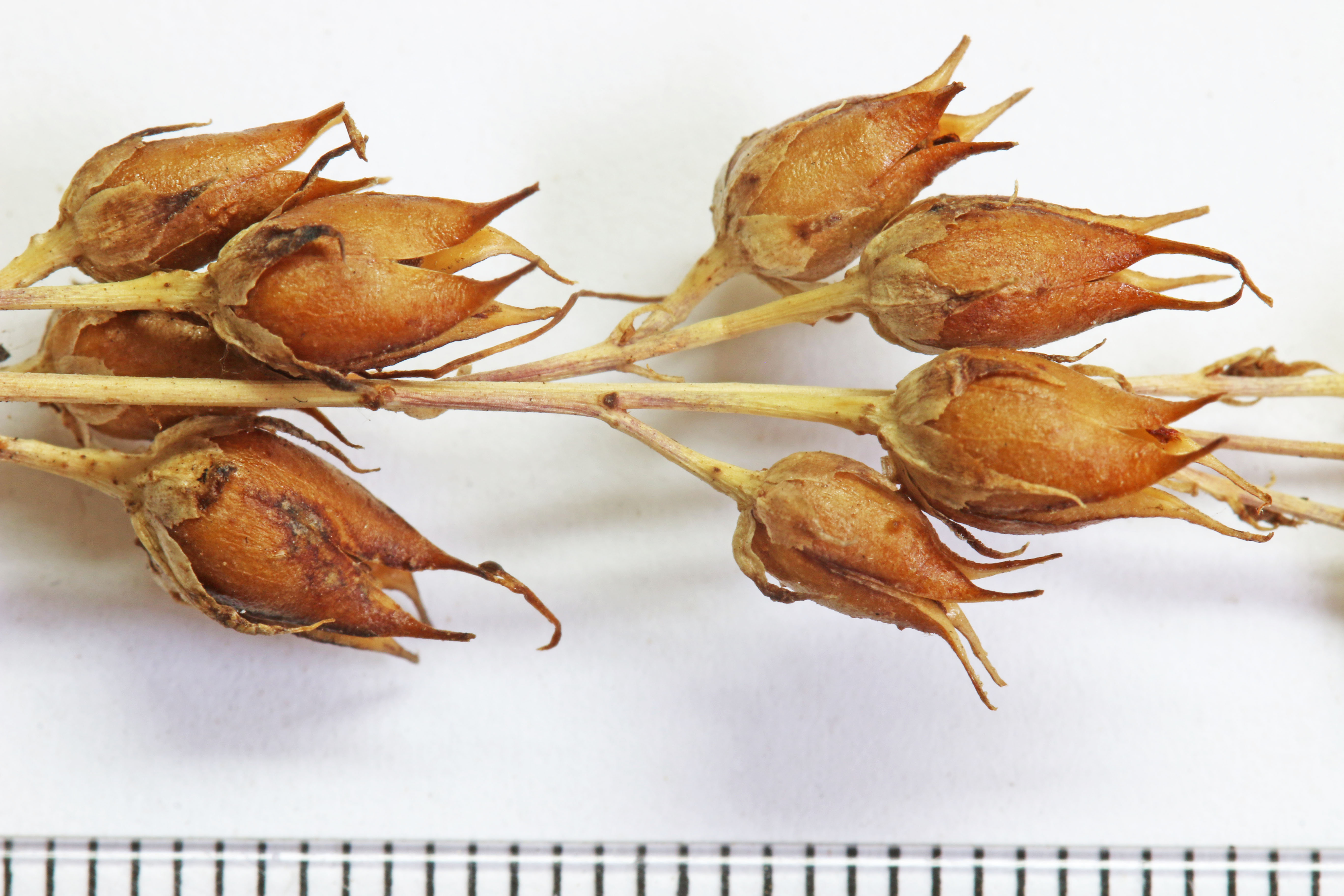
Kapselfrüchte von Penstemon venustus

### Vegetative Merkmale
Die meisten Penstemon-Arten wachsen als ausdauernde krautige Pflanzen, einige auch als Halbsträucher oder Sträucher. Je nach Art werden Wuchshöhen von 10 Zentimetern bis 3 Metern erreicht.
Die meist gegenständigen Laubblätter können in Blattstiel und Blattspreite gegliedert sein. Die obersten Blätter sind meist sitzend. Die einfache Blattspreite hat einen glatten bis gezähnten Rand.

### Generative Merkmale
Die vielen auffälligen Blüten stehen in Wirteln oder in rispigen, traubigen, zymösen Blütenständen zusammen. Die Tragblätter sind meist relativ klein.
Die zwittrigen Blüten sind zygomorph und fünfzählig mit doppelter Blütenhülle. Die fünf Kelchblätter sind an ihrer Basis verwachsen. Die fünf Kelchzipfel sind mehr oder weniger gleich. Die fünf meist rosa- bis purpurfarbenen oder blauen, selten roten, gelben oder weißen Kronblätter sind verwachsen. Die relativ lange Kronröhre ist mehr oder weniger zylindrisch oder im unteren Bereich erweitert. Die Blütenkrone ist zweilippig. Die Oberlippe ist zweilappig und die Unterlippe ist dreilappig. Es ist nur ein Staubblattkreis mit fünf Staubblättern vorhanden. Charakteristisch ist das an der Basis der Kronröhre verwachsene, einzelne auffällige, rückenwärts gebogene, meist behaarte Staminodium, deshalb der deutsche Trivialname „Bartfaden“ der Gattung, es ist ein steriles Staubblatt und ragt oft aus der Blüte heraus. In jeder Blüte gibt es vier fertile Staubblätter, die bei vielen Arten die Öffnung der Kronröhre erreichen. Die an ihrer Basis kahlen Staubfäden sind an unterschiedlichen Höhen in den Kronröhren verwachsen. Die Staubbeutel besitzen zwei Theken und öffnet sich mit zwei Schlitzen. An der Basis der beiden oberen bzw. hinteren Staubblätter sind zwei Nektardrüsen vorhanden. Der Fruchtknoten ist oberständig. Der Griffel endet in einer einfachen Narbe.
Die septiziden und manchmal an ihrem oberen Ende lokuliziden Kapselfrüchte enthalten meist vielen Samen. Die Samen besitzen unregelmäßige Kanten.

### Chromosomensätze
Die Chromosomengrundzahl beträgt x = 8. Bei den meisten untersuchten Arten liegt Diploidie mit einer Chromosomenzahl von 2n = 16 vor; bei wenigen Arten wurde Polyploidie festgestellt.

## Standorte
Die einzelnen Arten besiedeln sehr unterschiedliche Habitate – von Wüsten bis Sumpfwäldern, und von den Meeresküsten bis zu den Hochgebirgen.

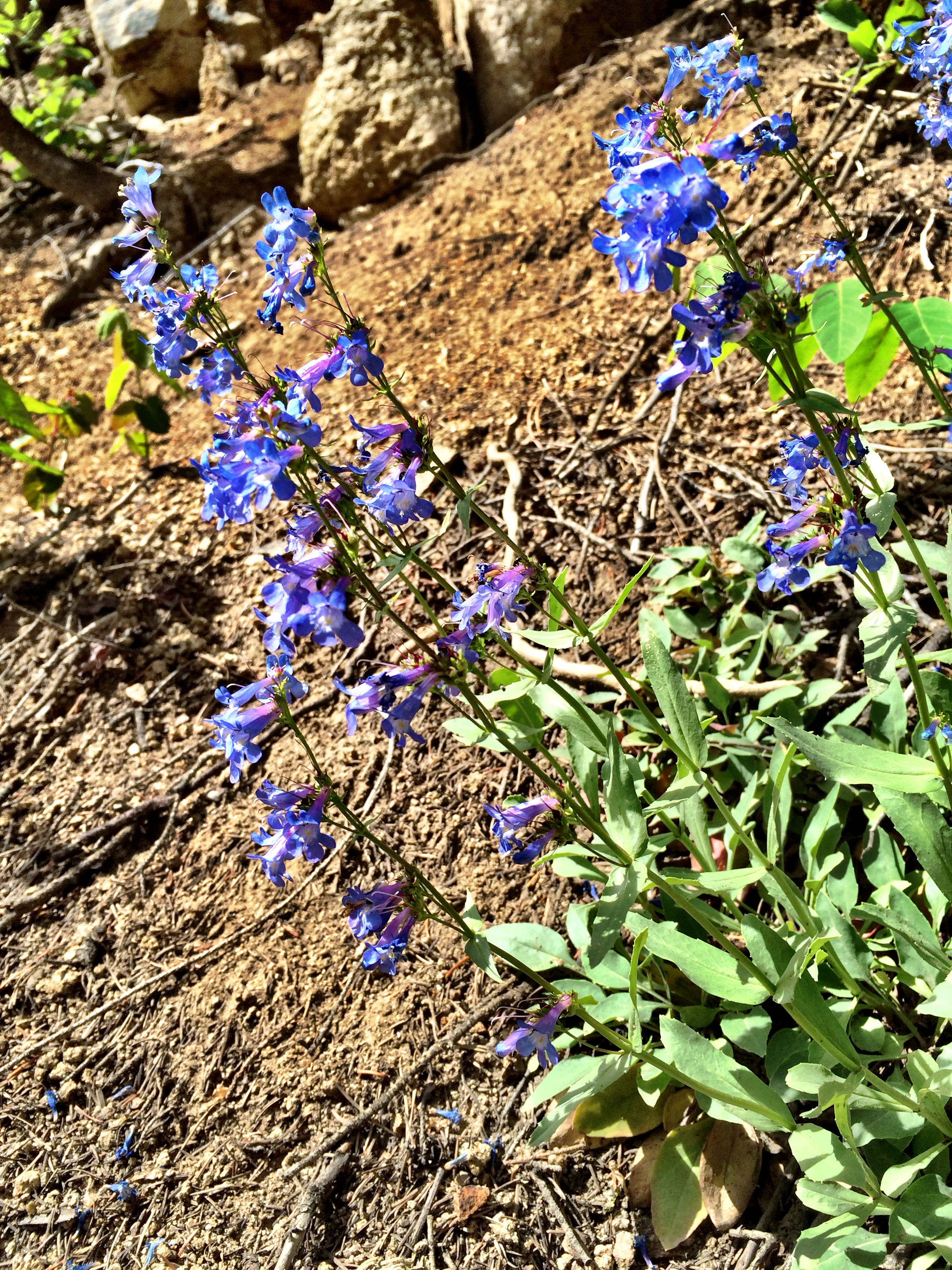
Penstemon albertinus

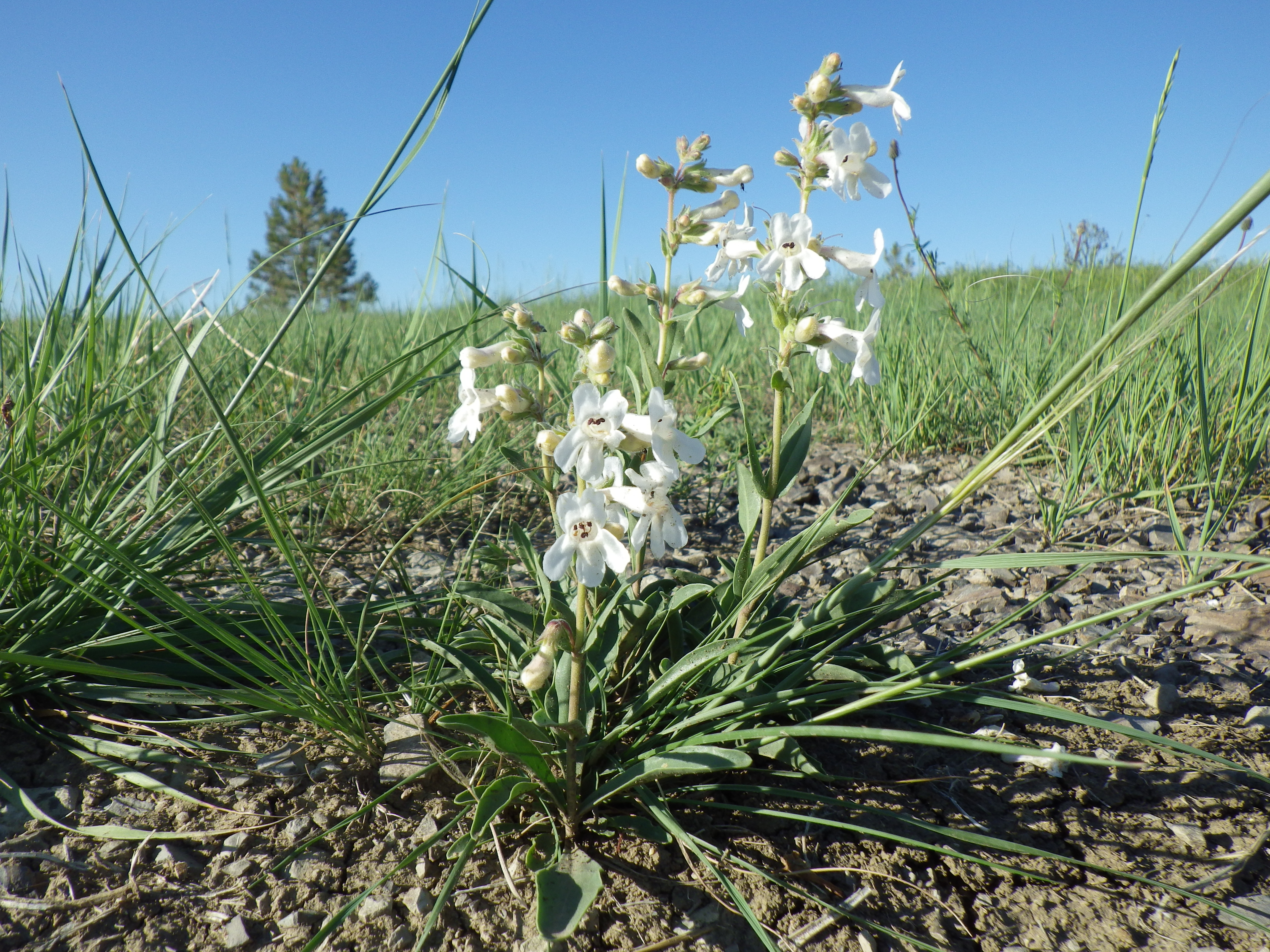
Penstemon albidus

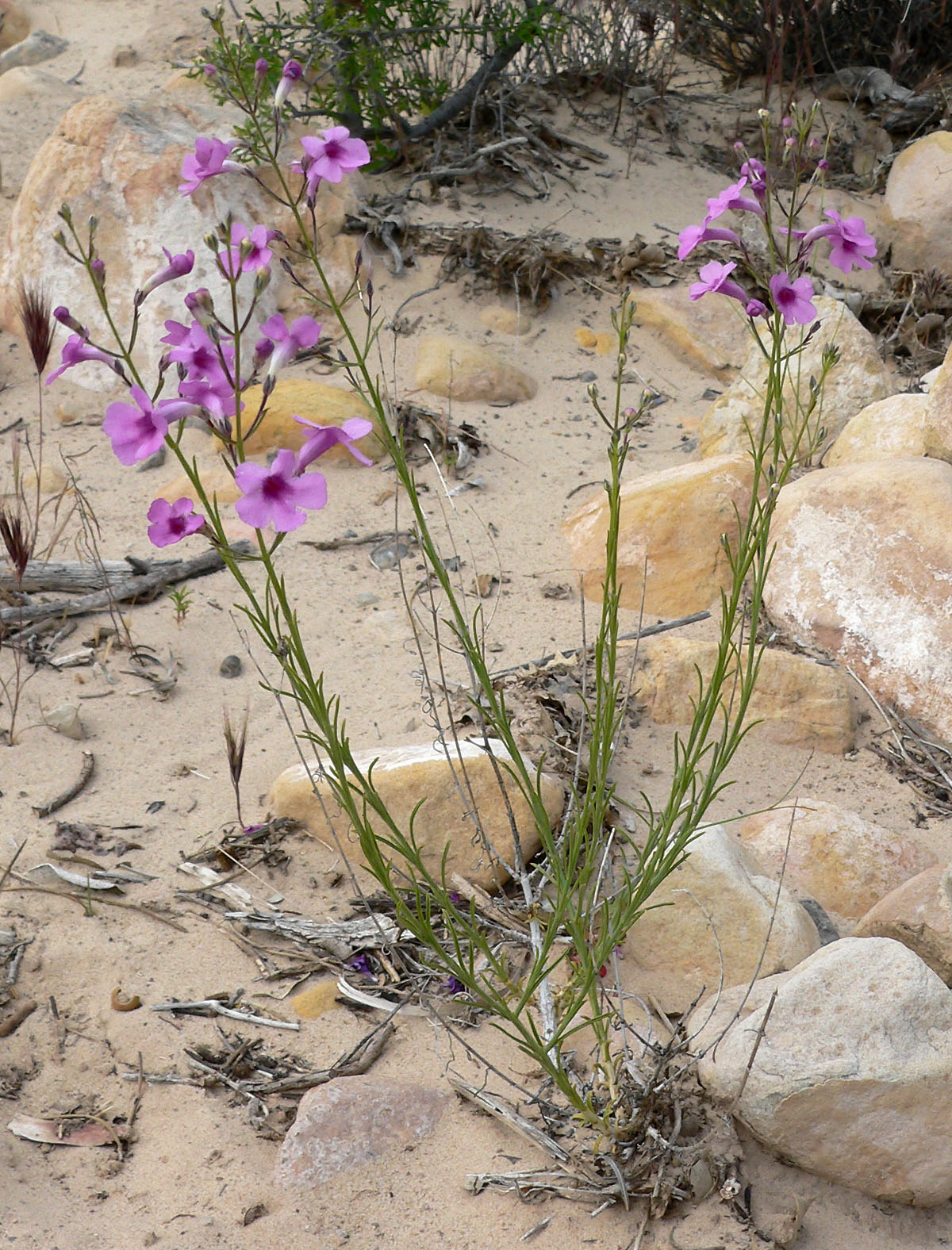
Penstemon ambiguus var. laevissimus

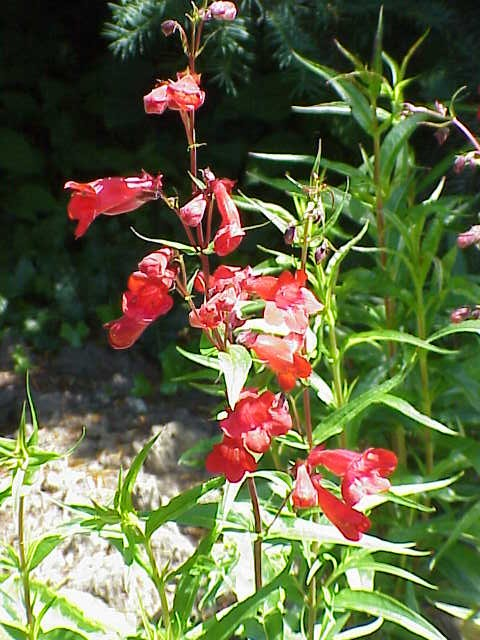
Penstemon barbatus

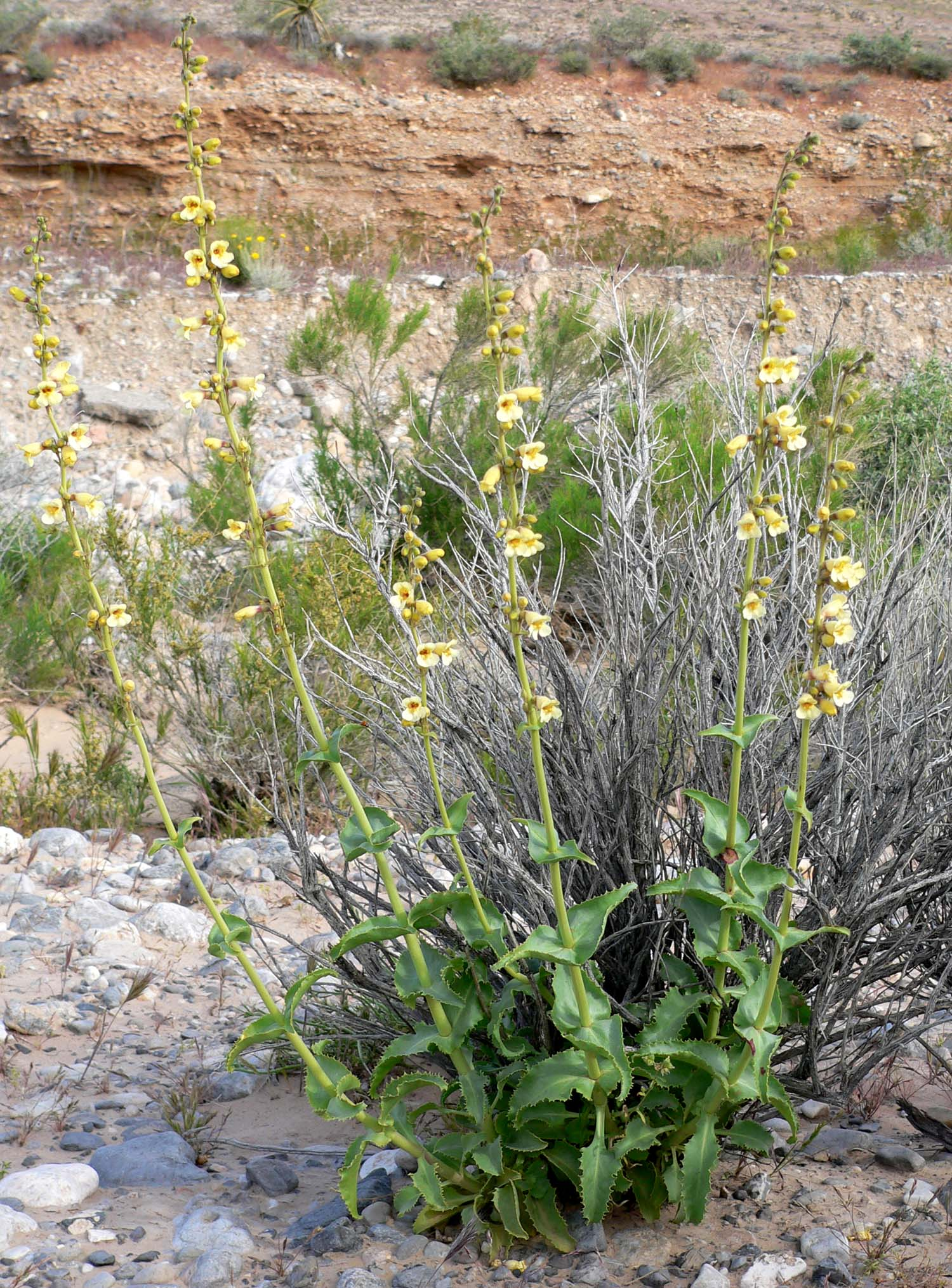
Penstemon bicolor

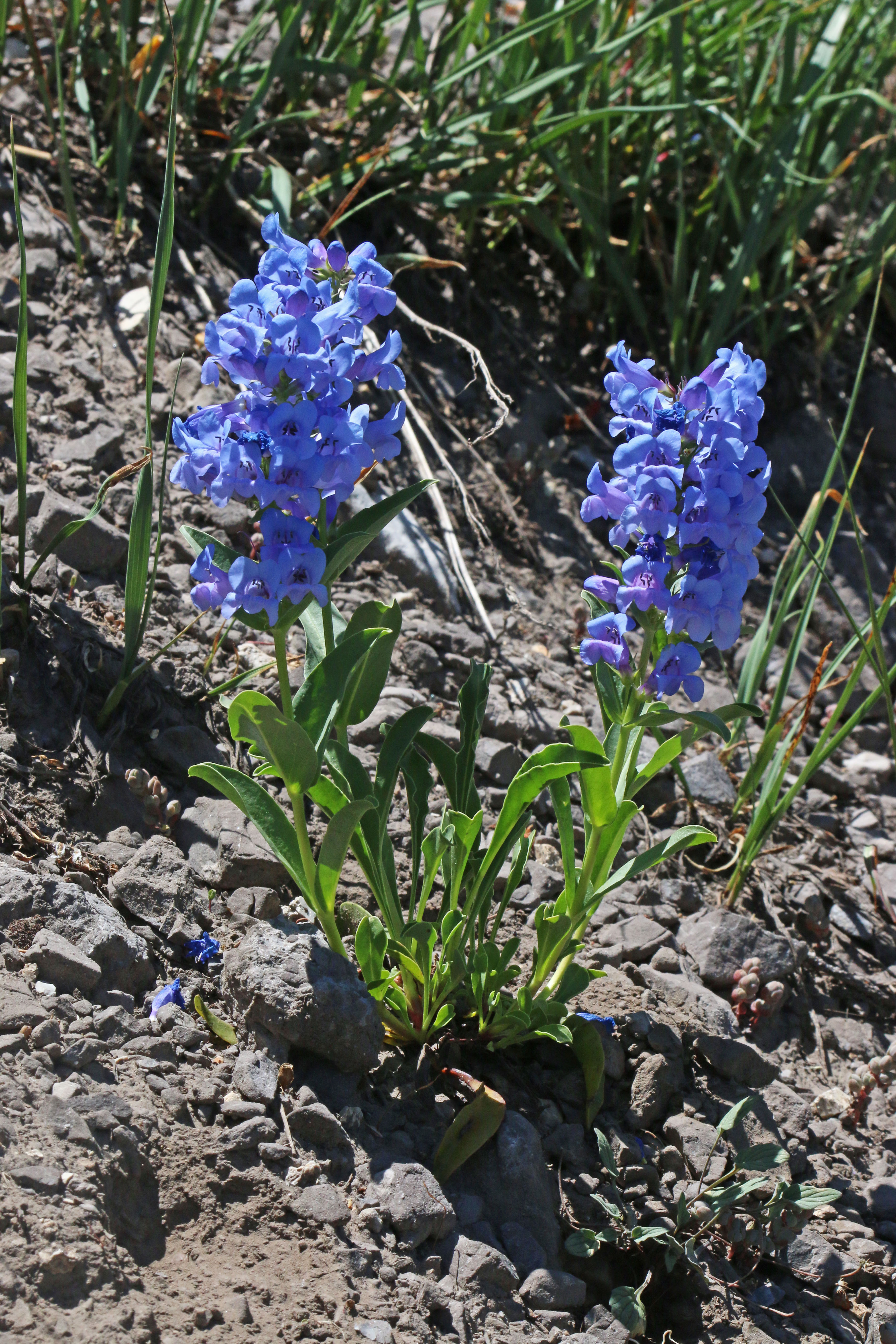
Penstemon cyananthus

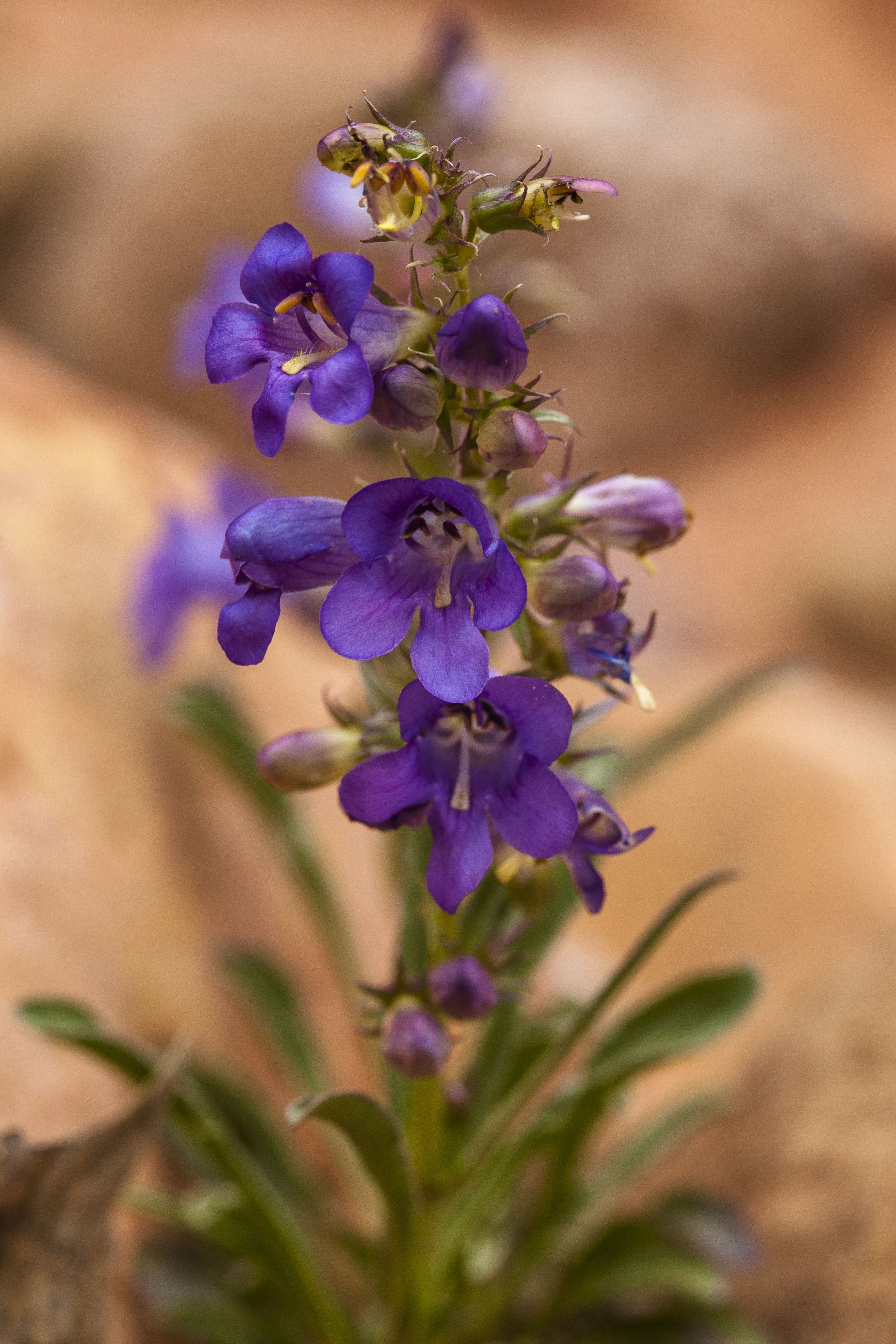
Penstemon cyanocaulis

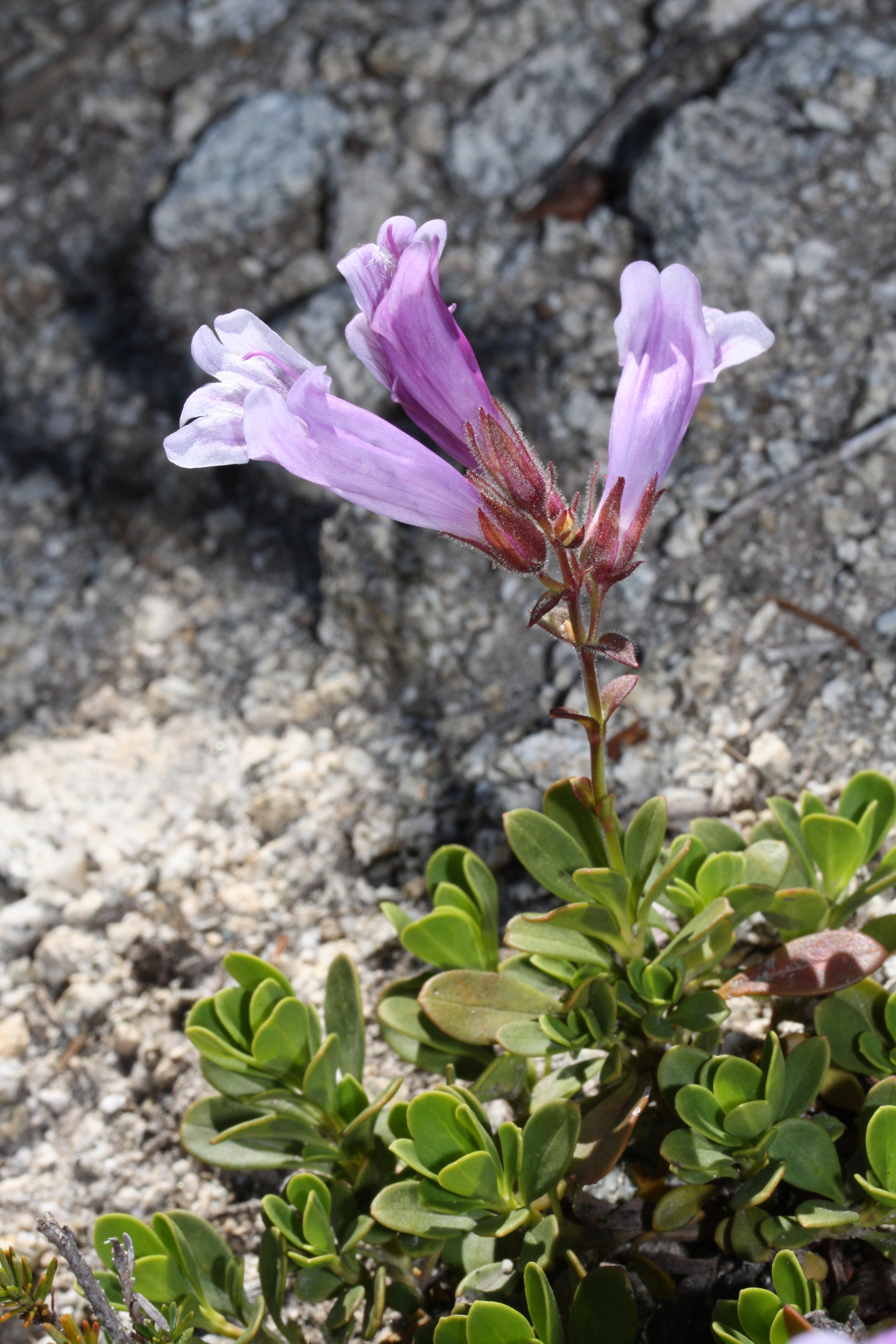
Penstemon davidsonii

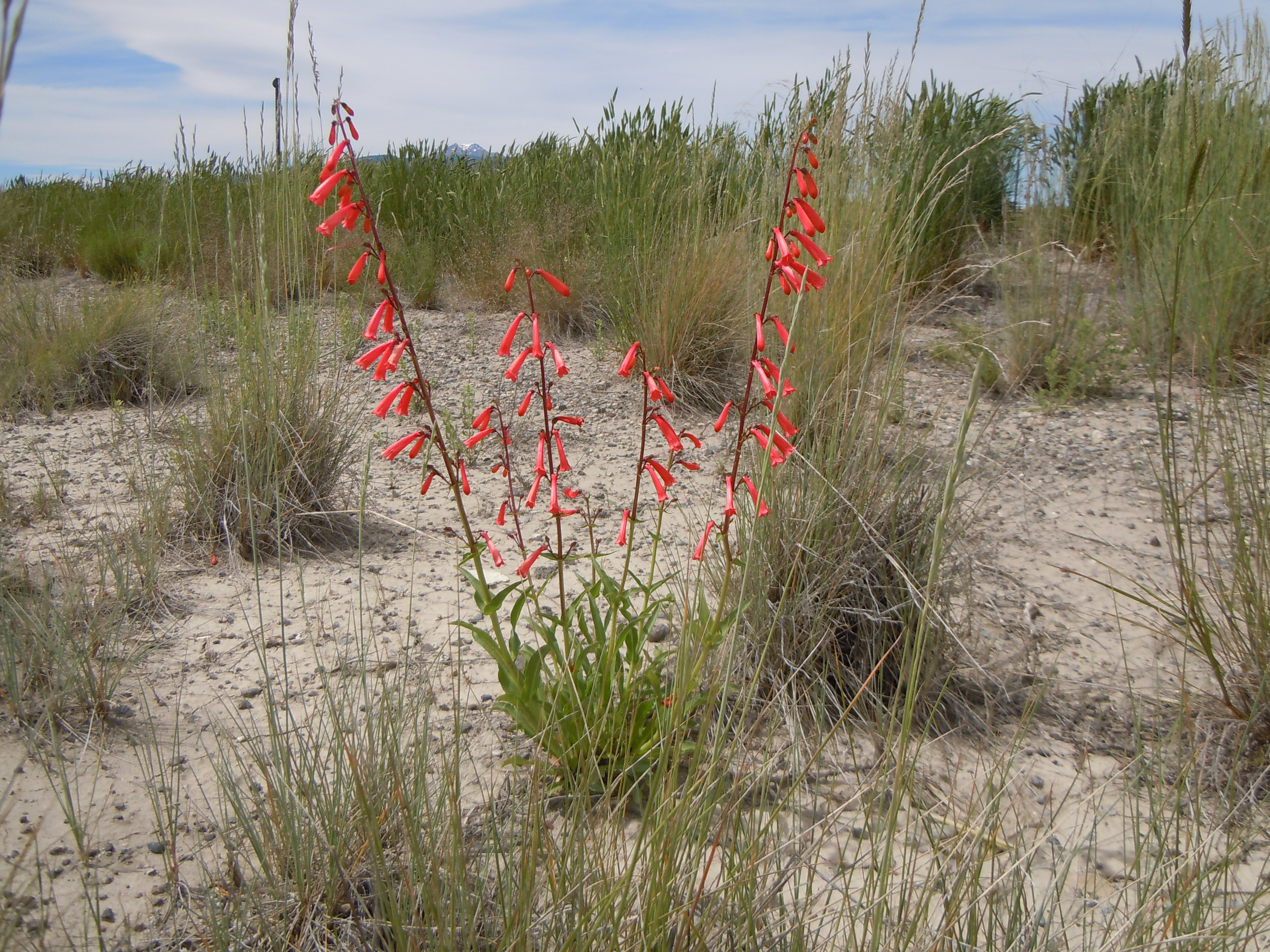
Penstemon eatonii

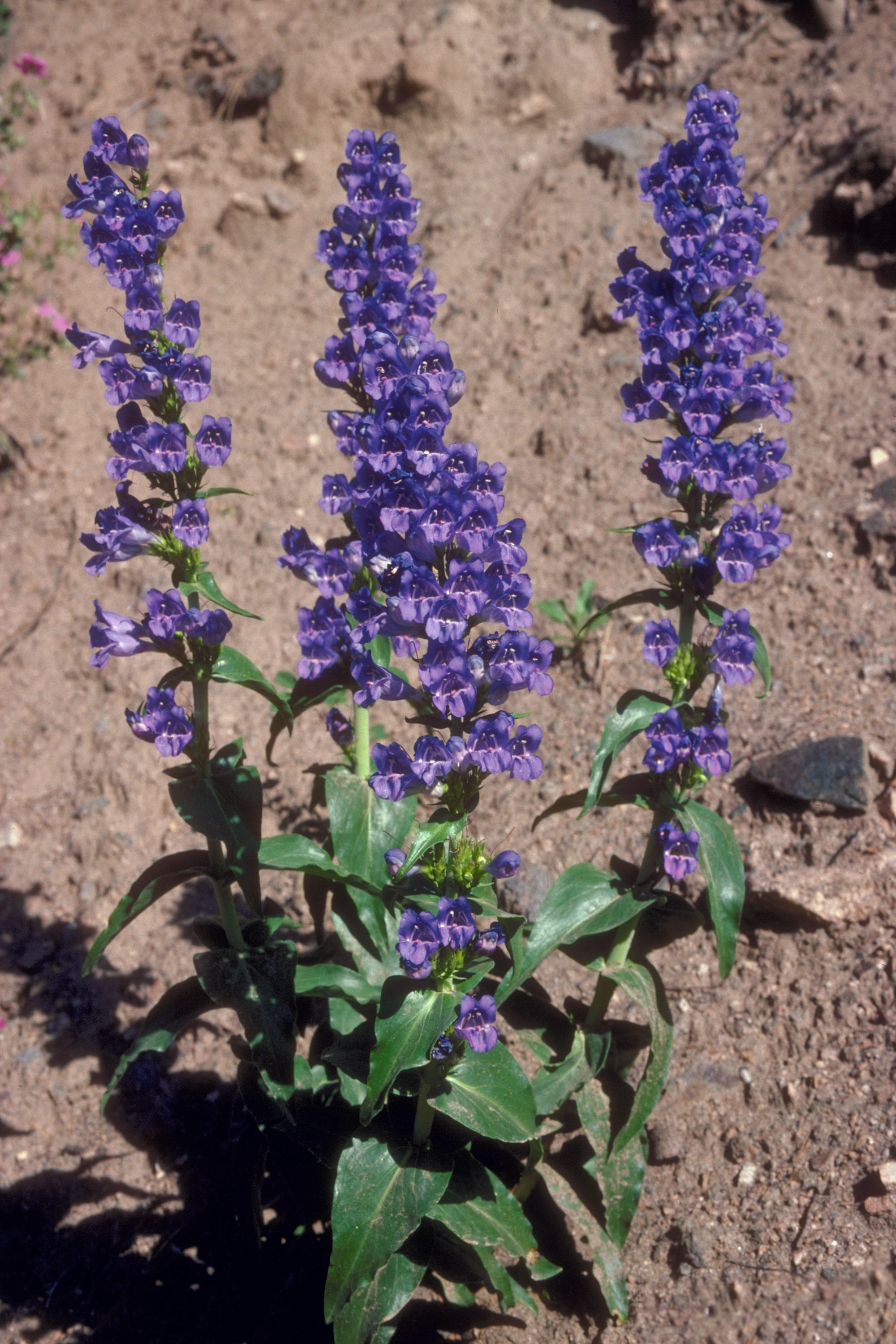
Penstemon glaber

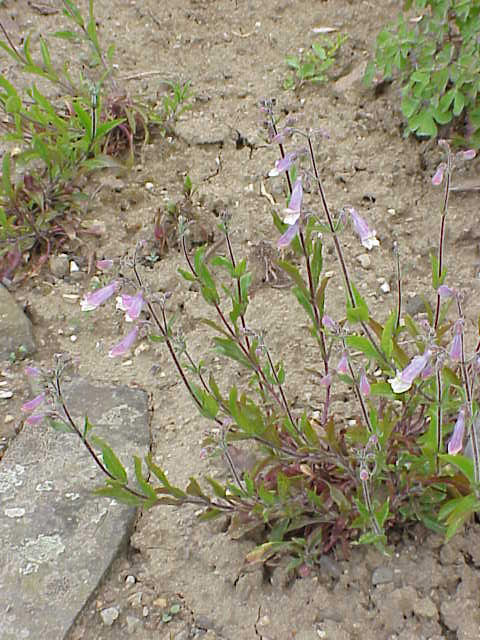
Penstemon gracilis

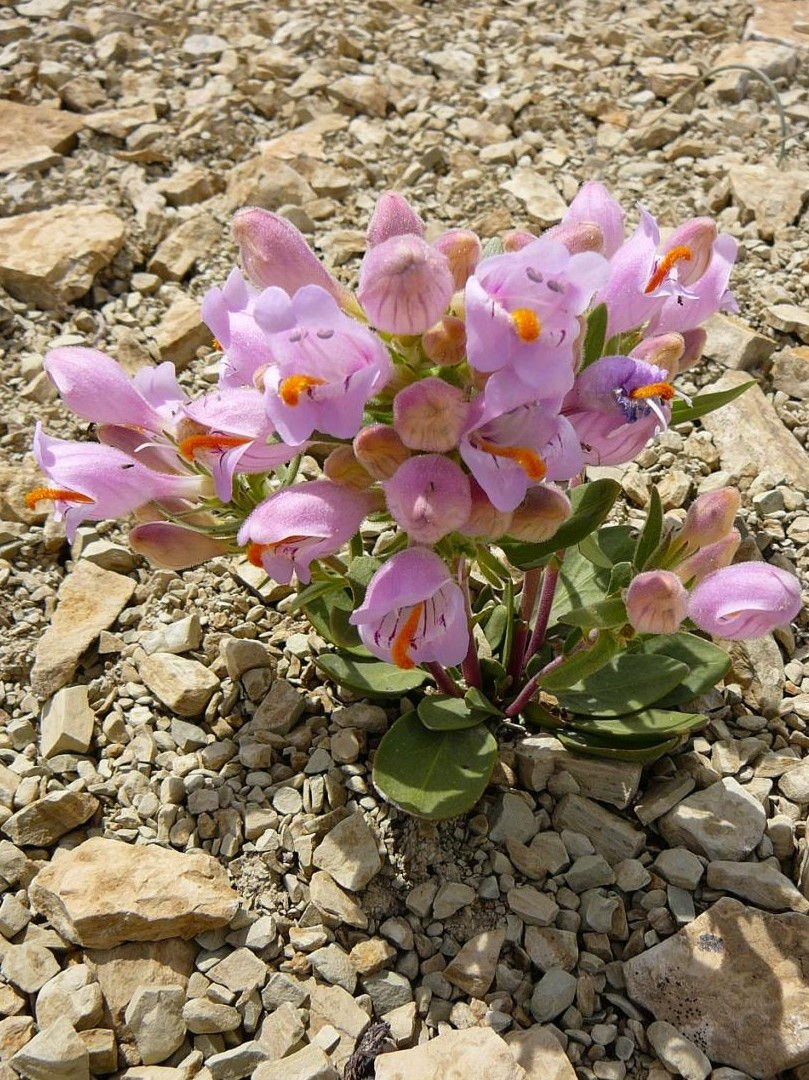
Penstemon grahamii

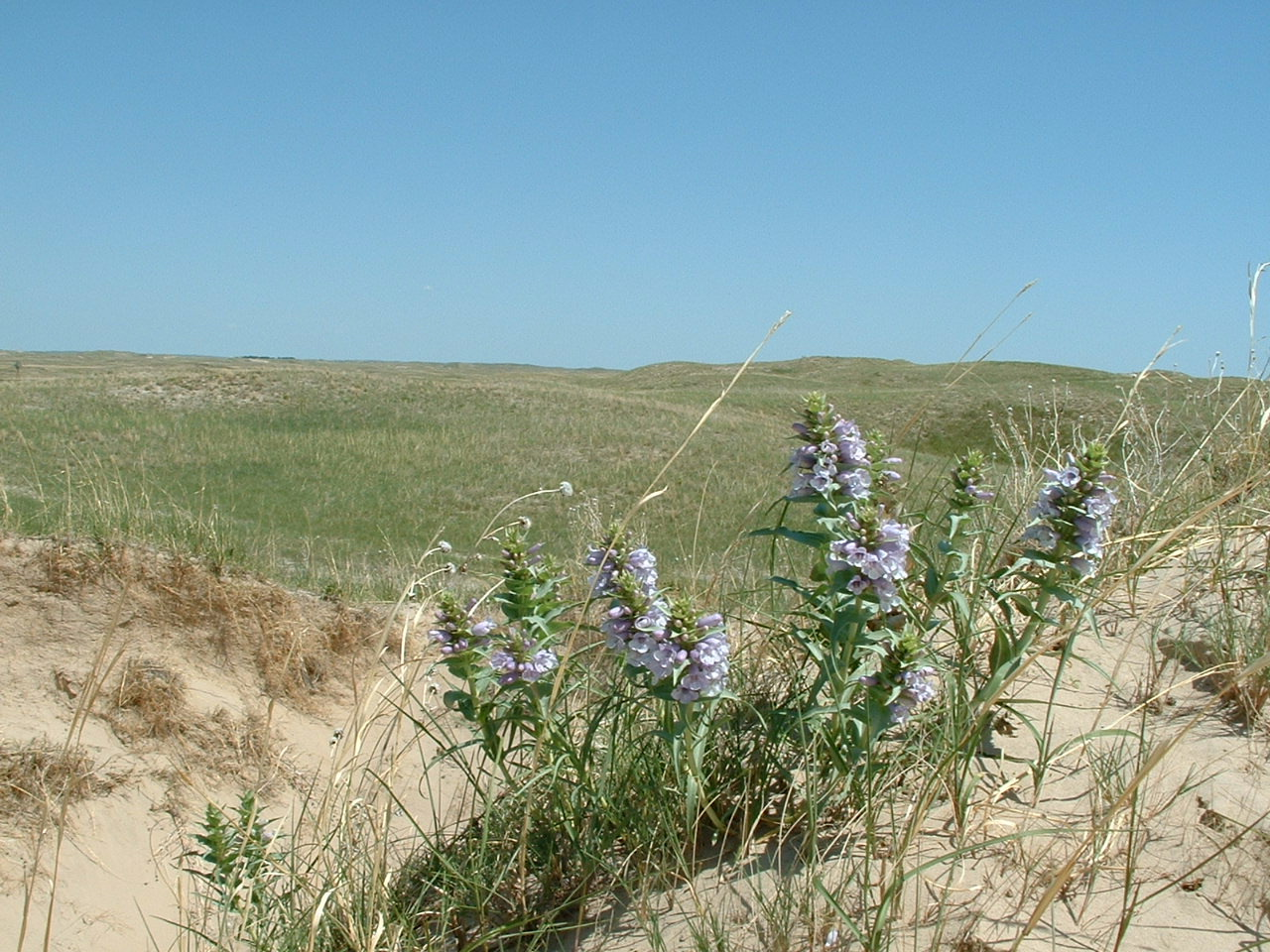
Penstemon haydenii

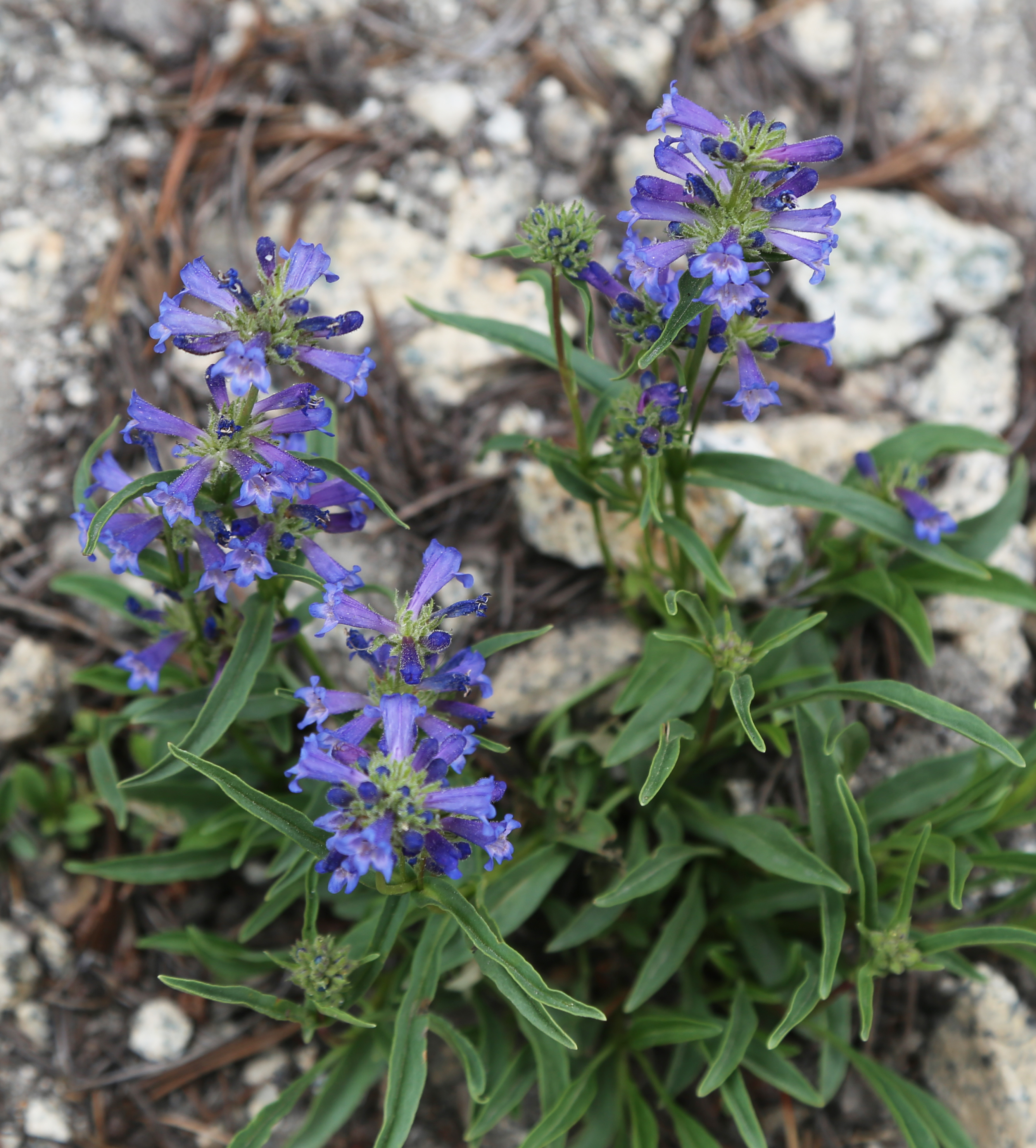
Penstemon heterodoxus

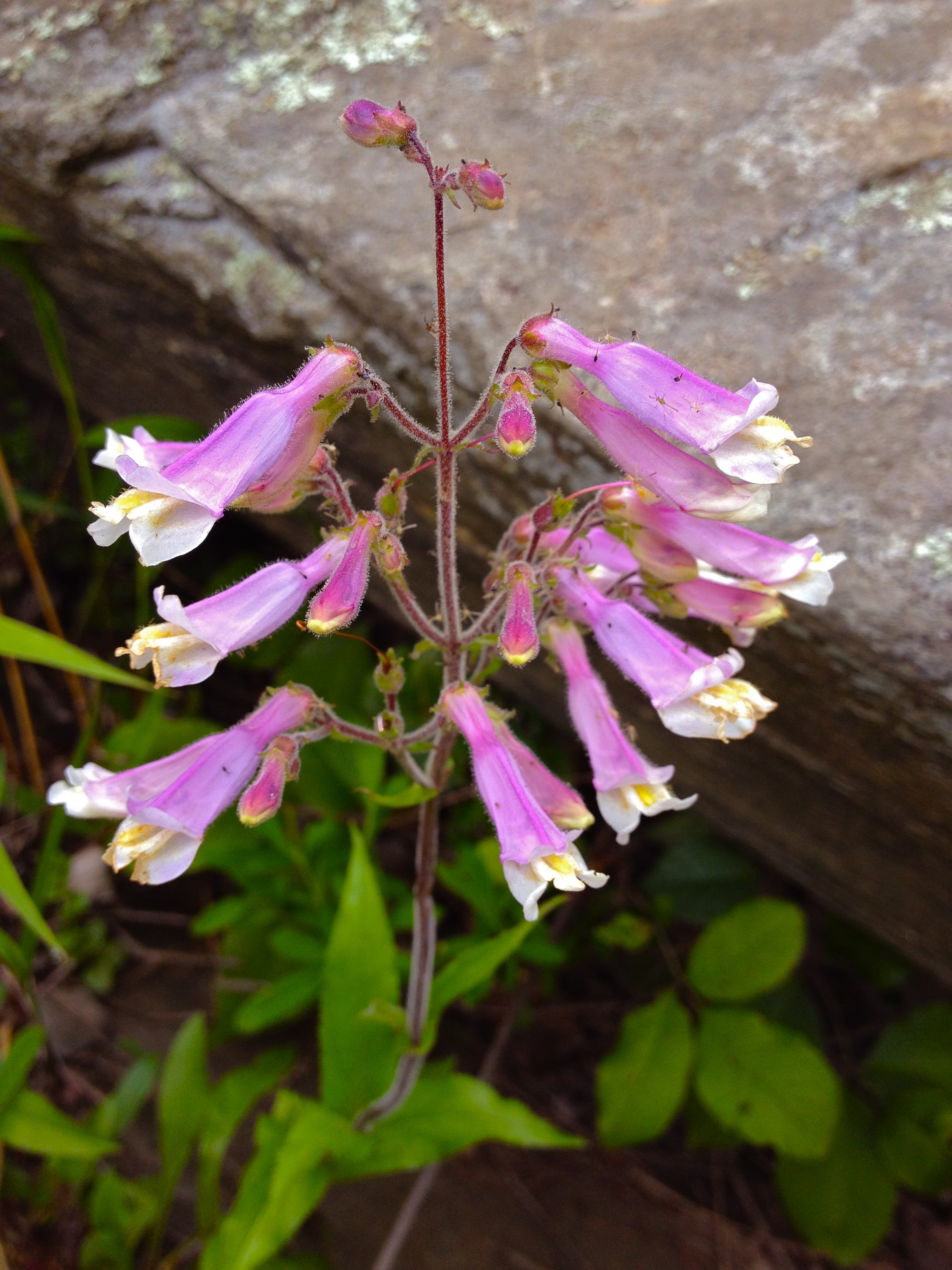
Penstemon hirsutus

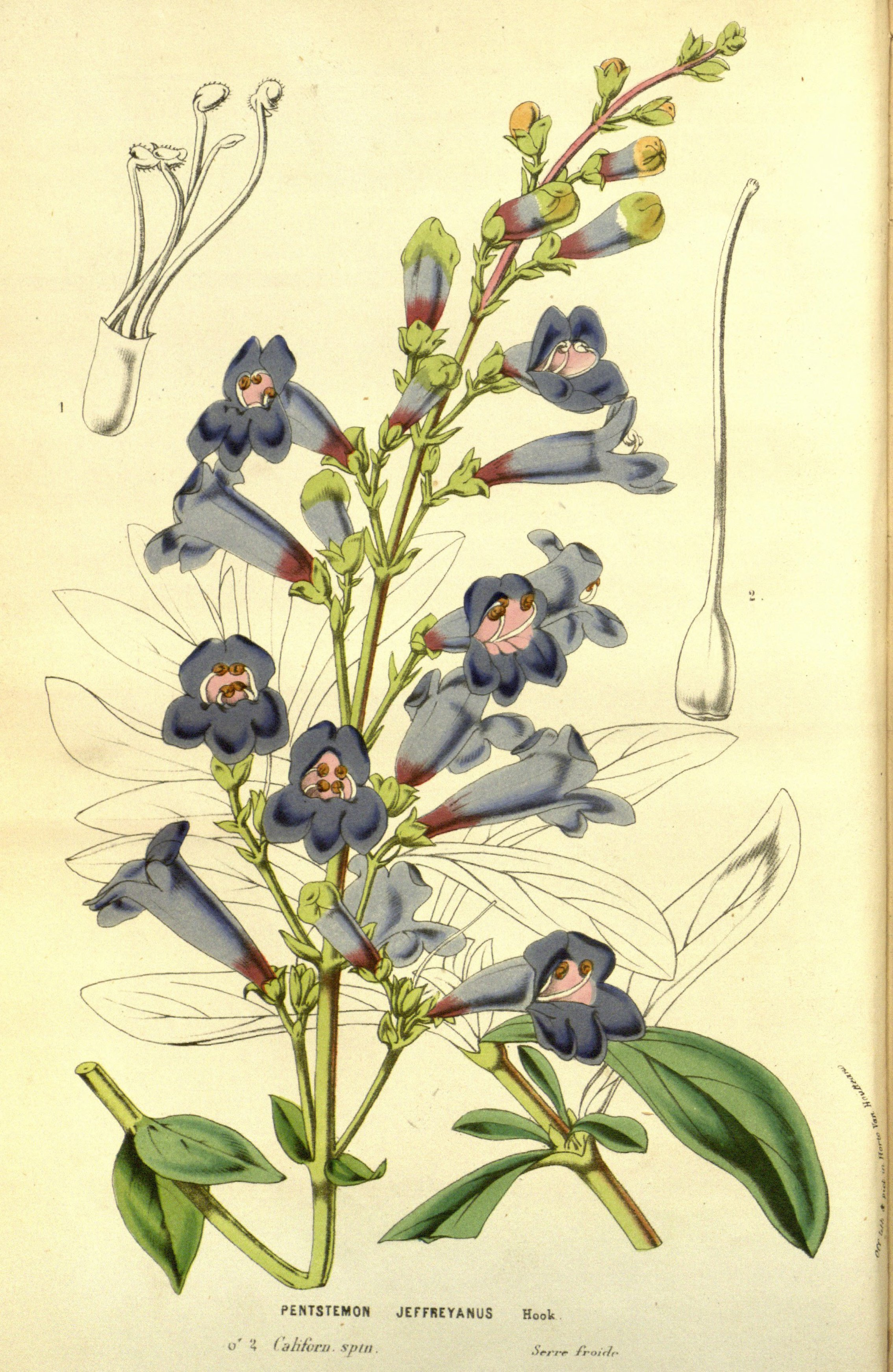
Illustration aus Flore des Serres von Penstemon jeffreyanus

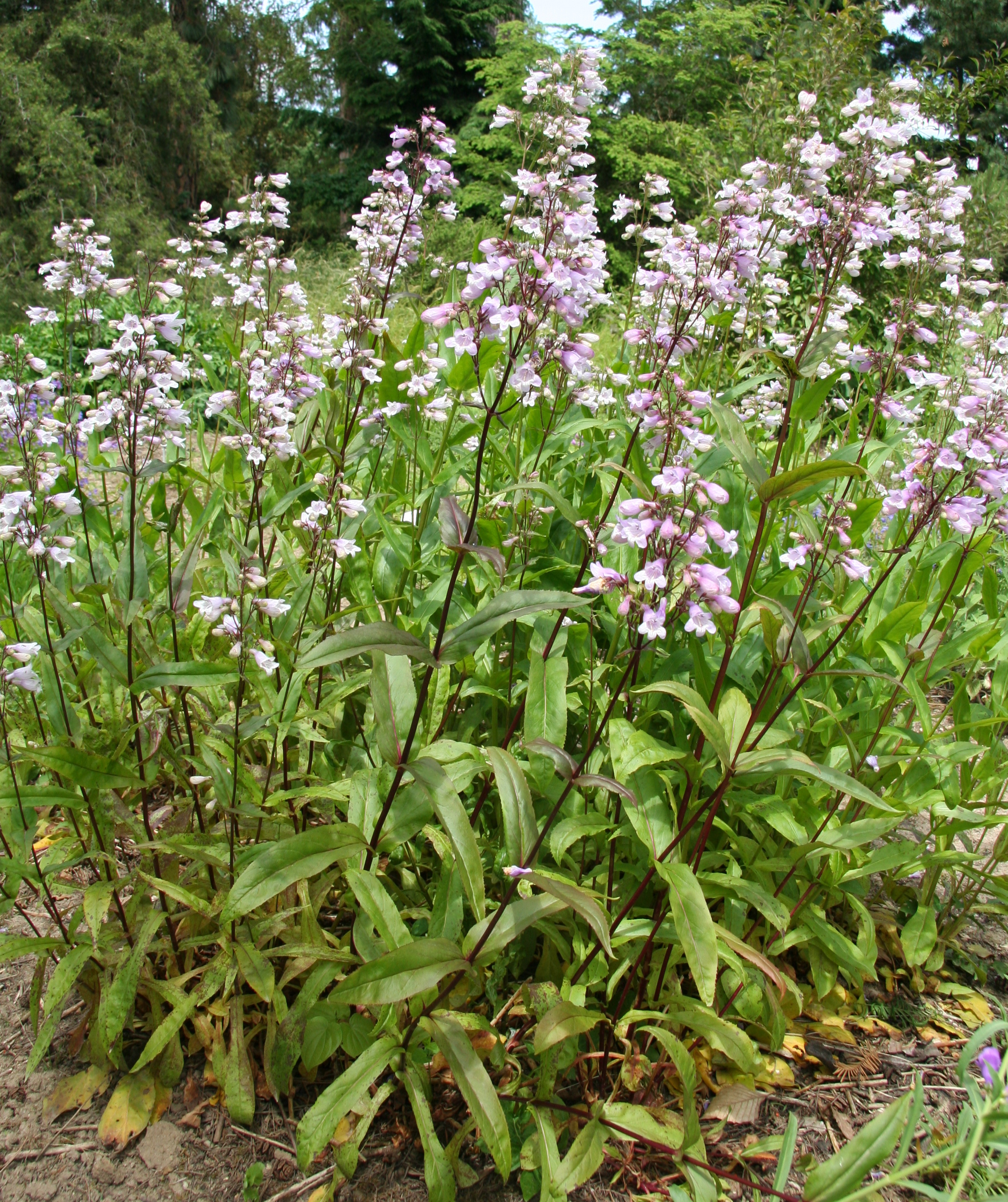
Penstemon laevigatus

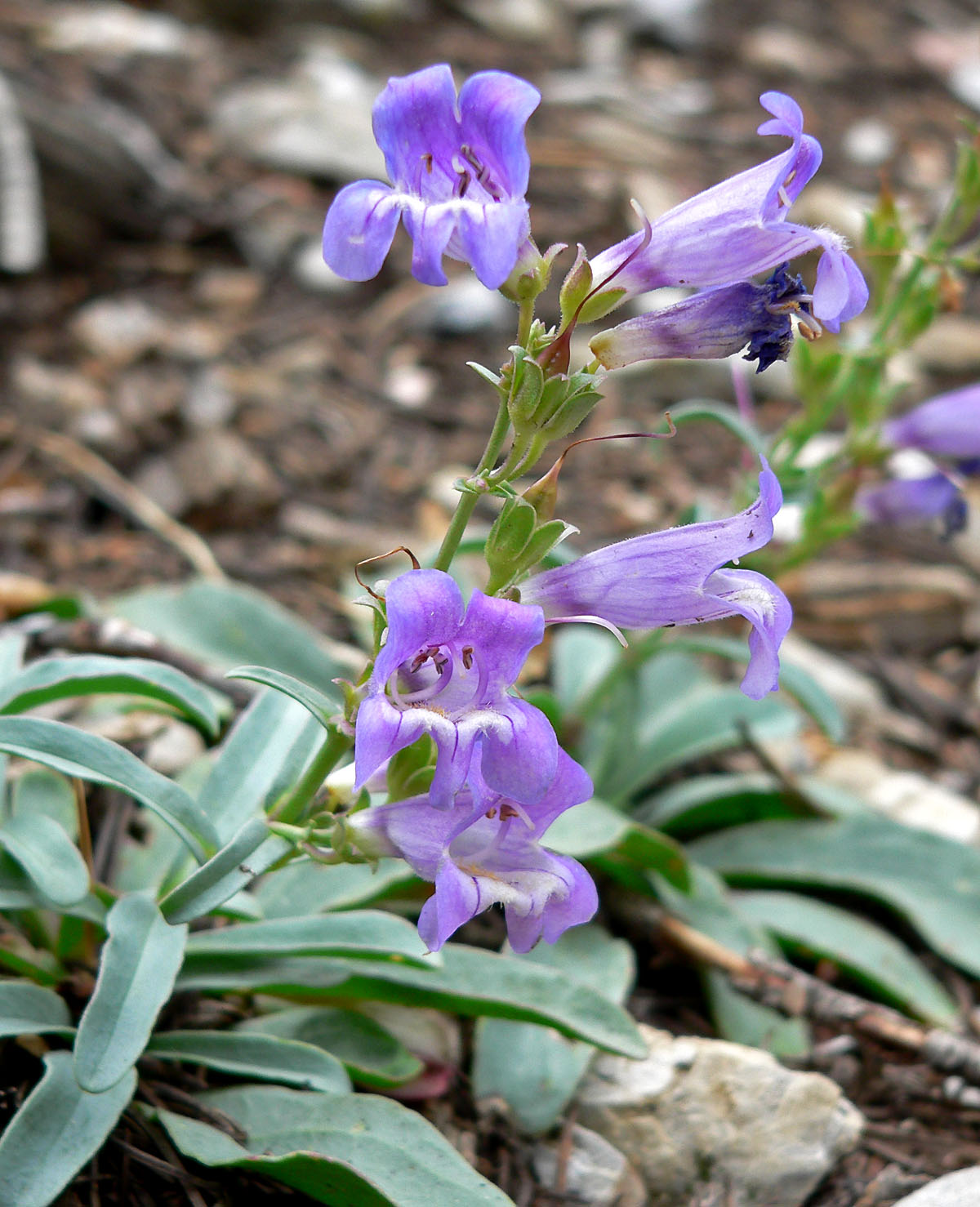
Penstemon leiophyllus

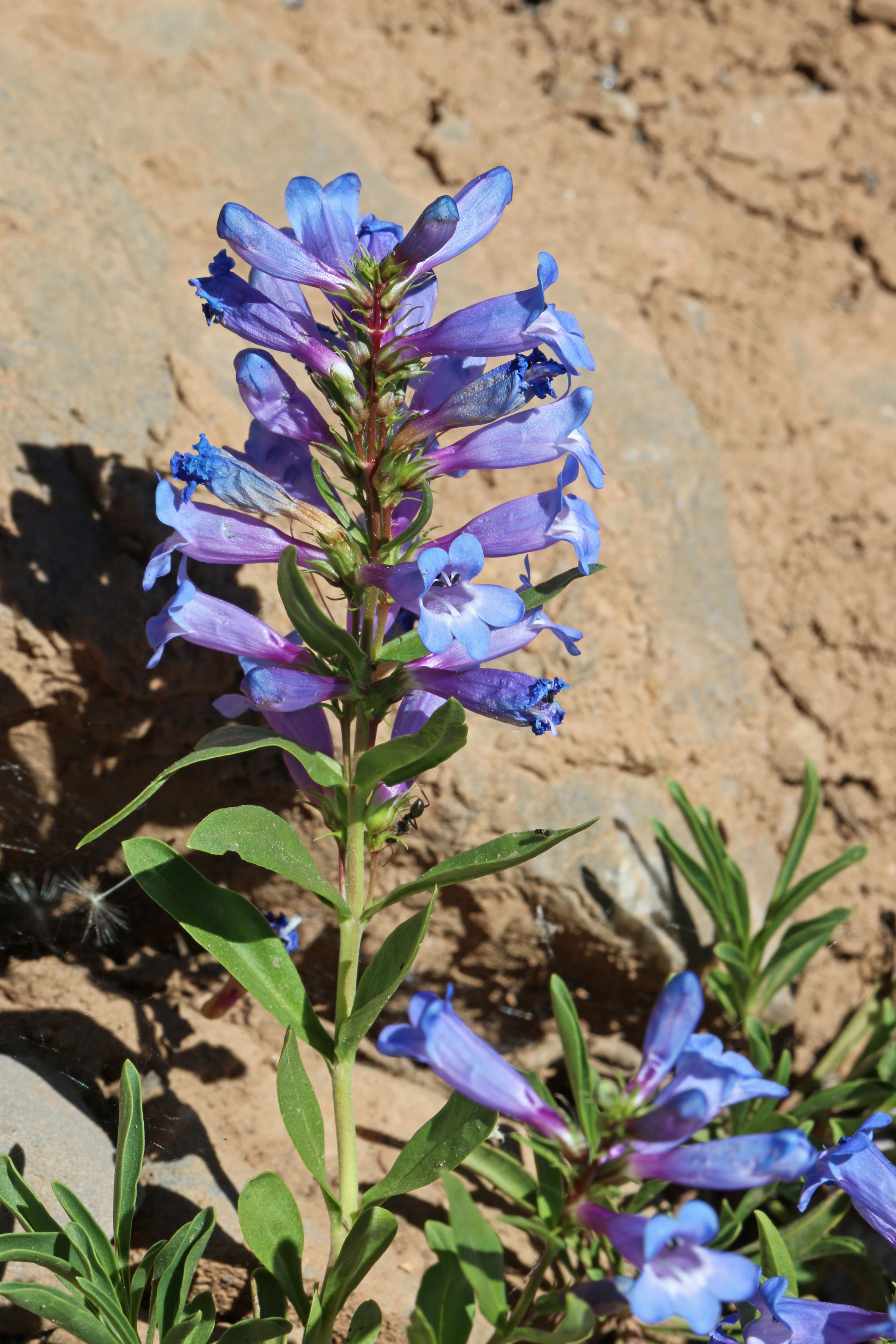
Penstemon leonardii

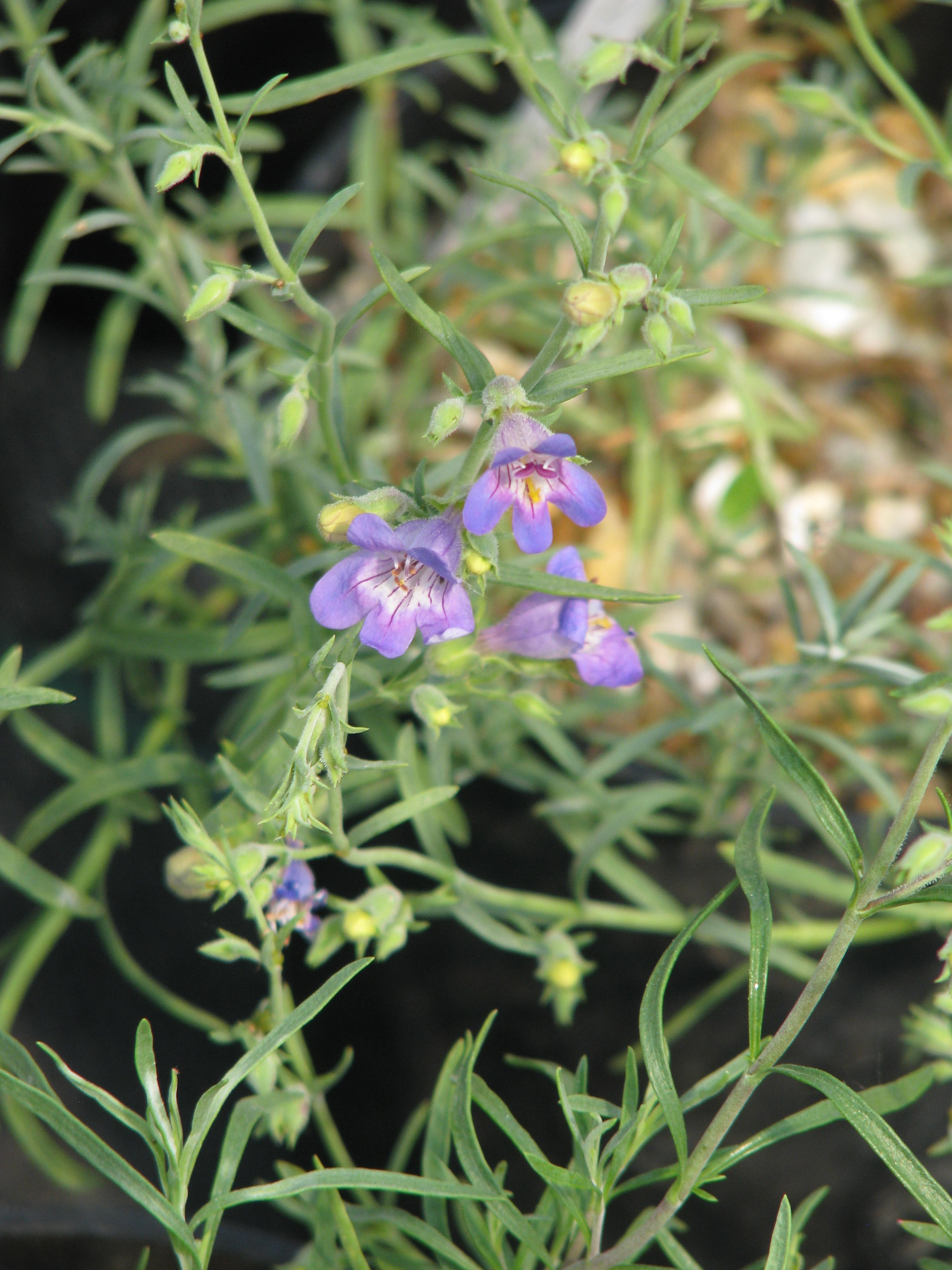
Penstemon linarioides

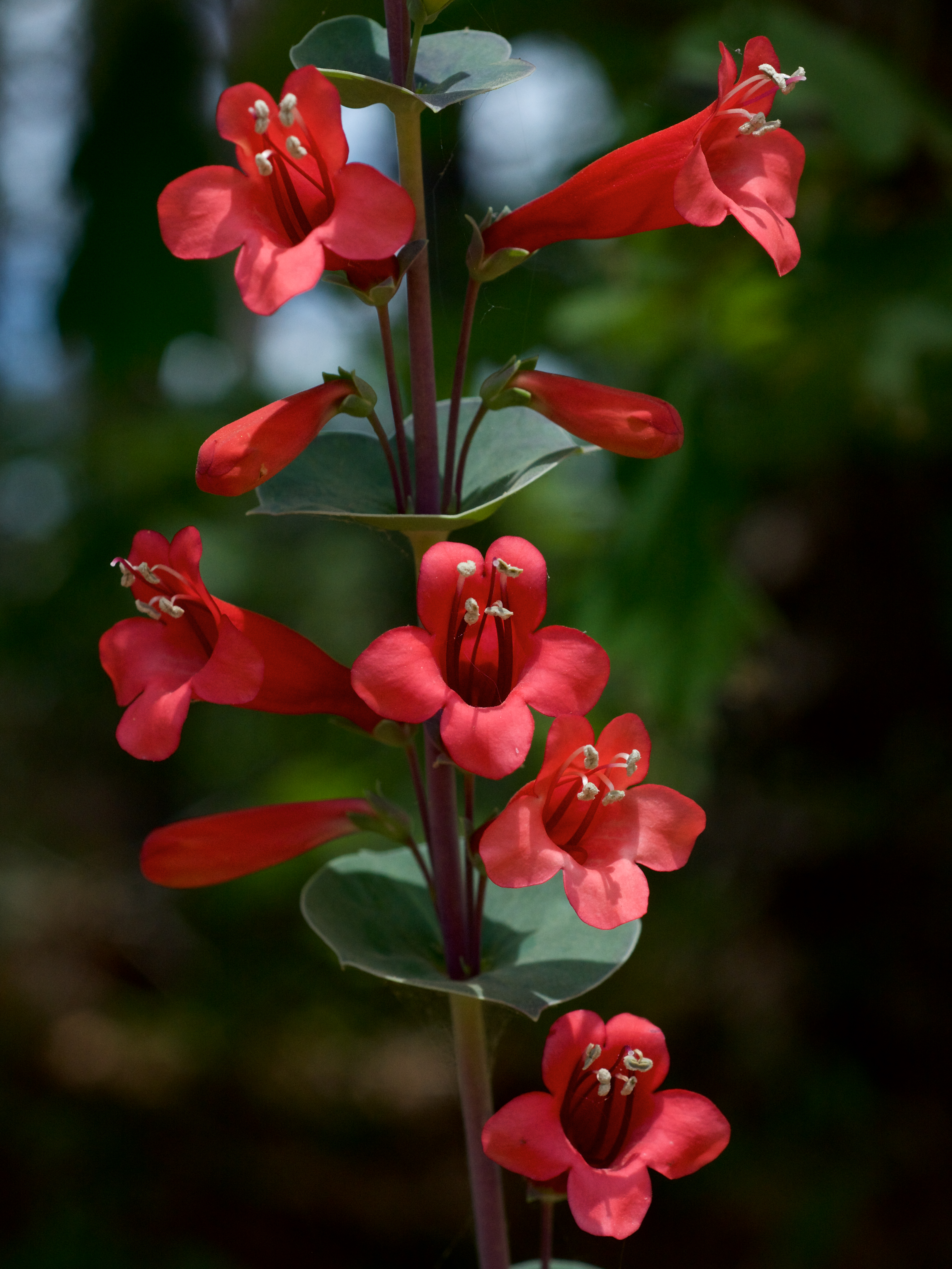
Penstemon murrayanus

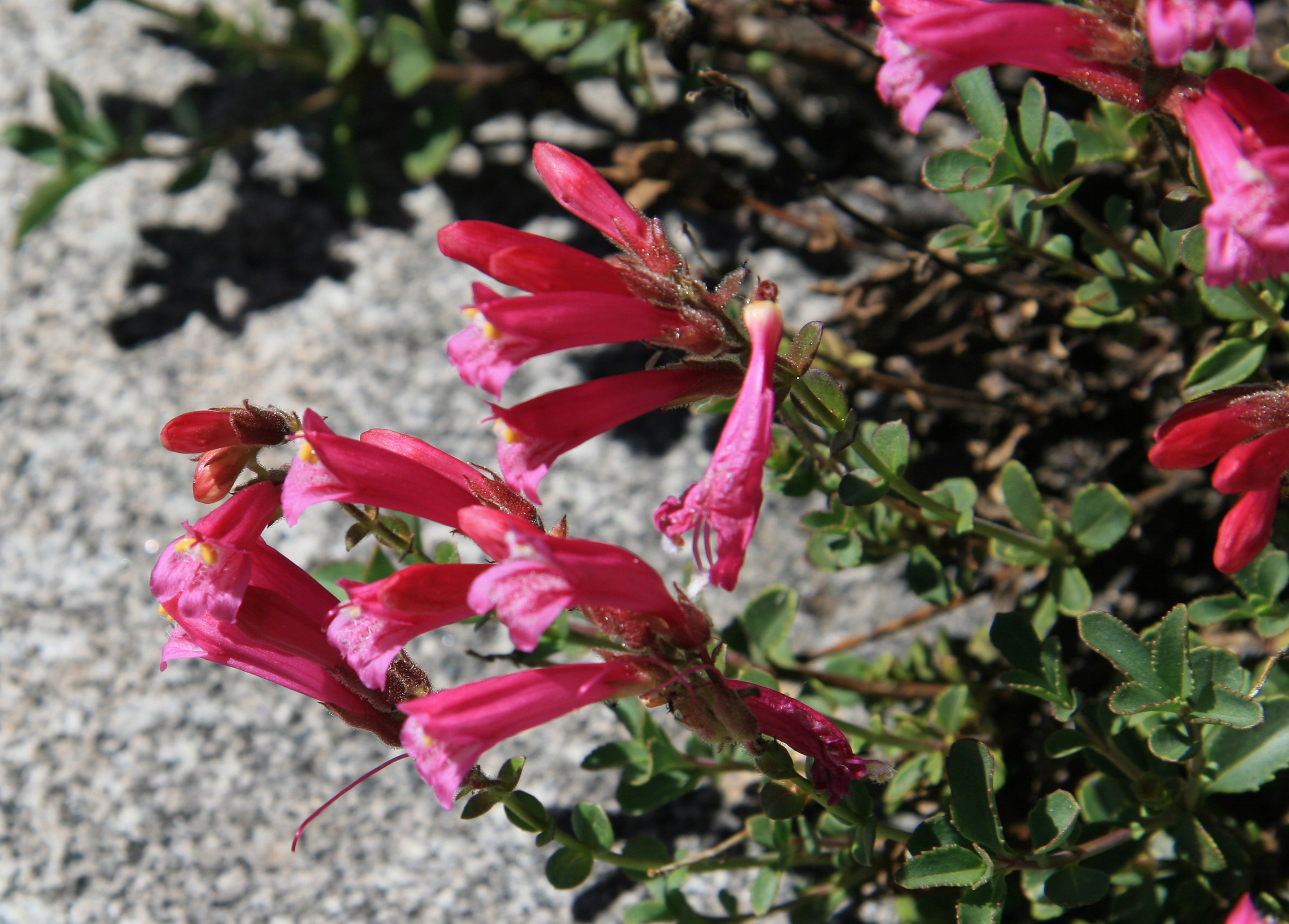
Penstemon newberryi

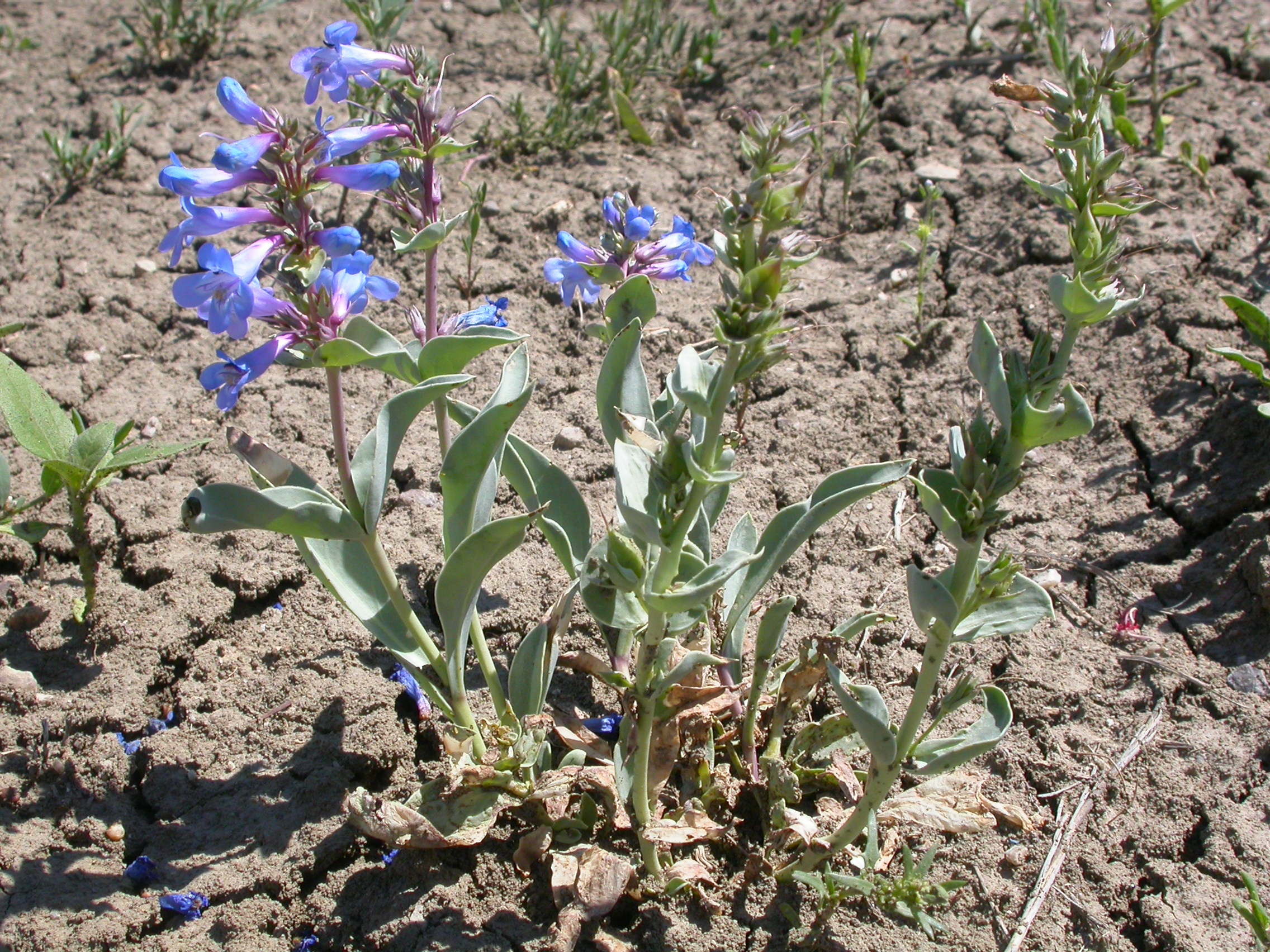
Penstemon nitidus

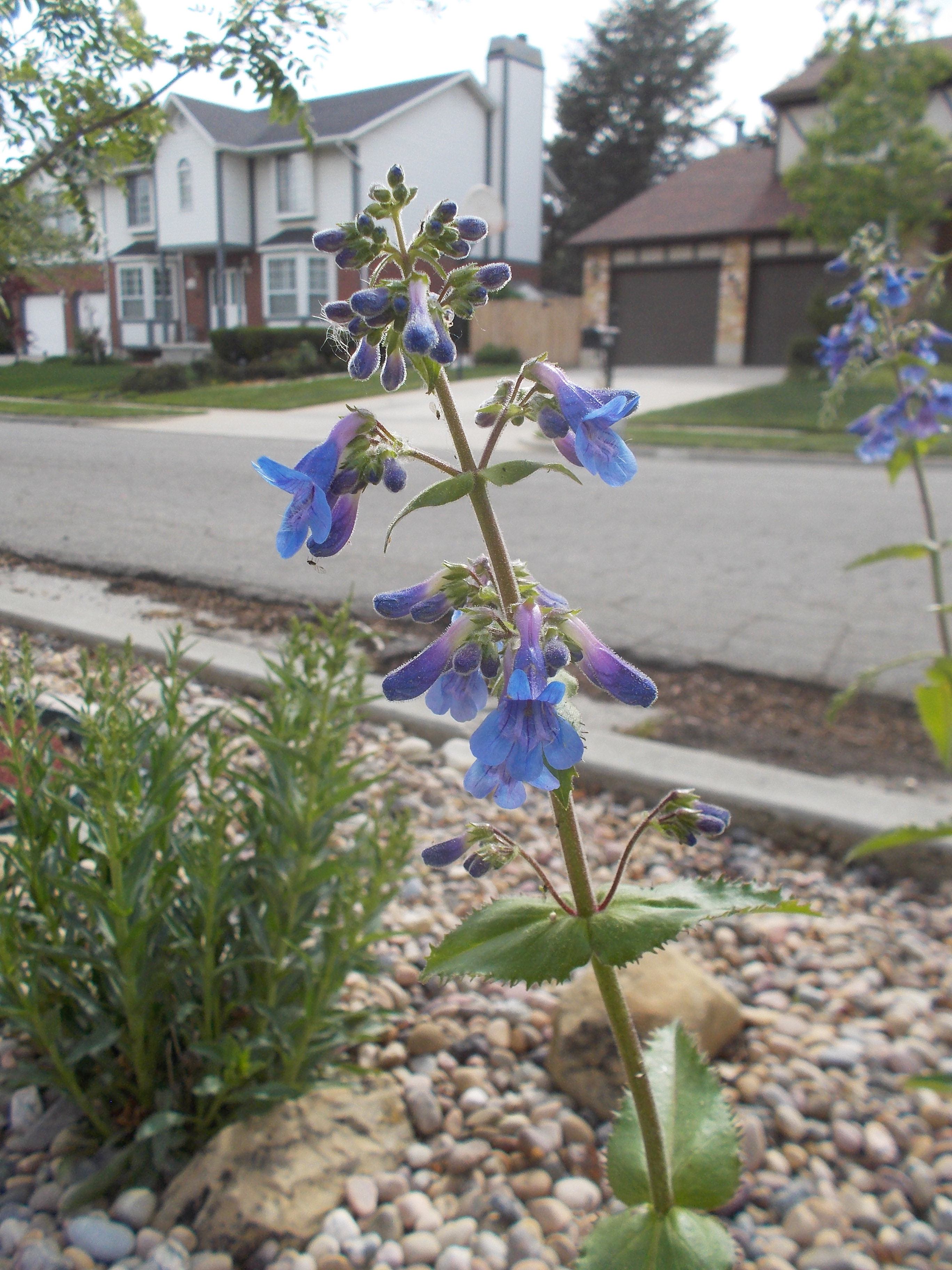
Penstemon ovatus

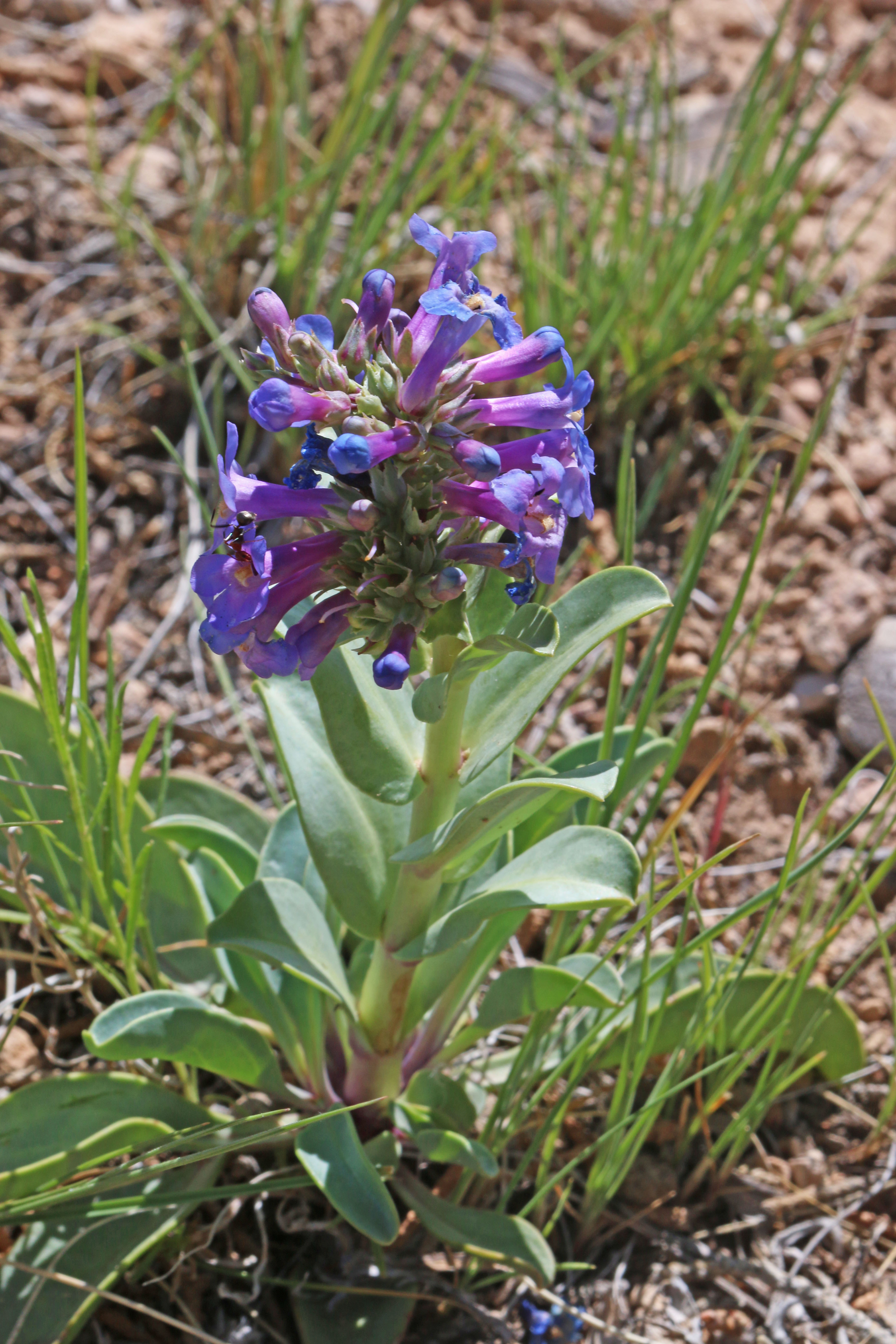
Penstemon pachyphyllus

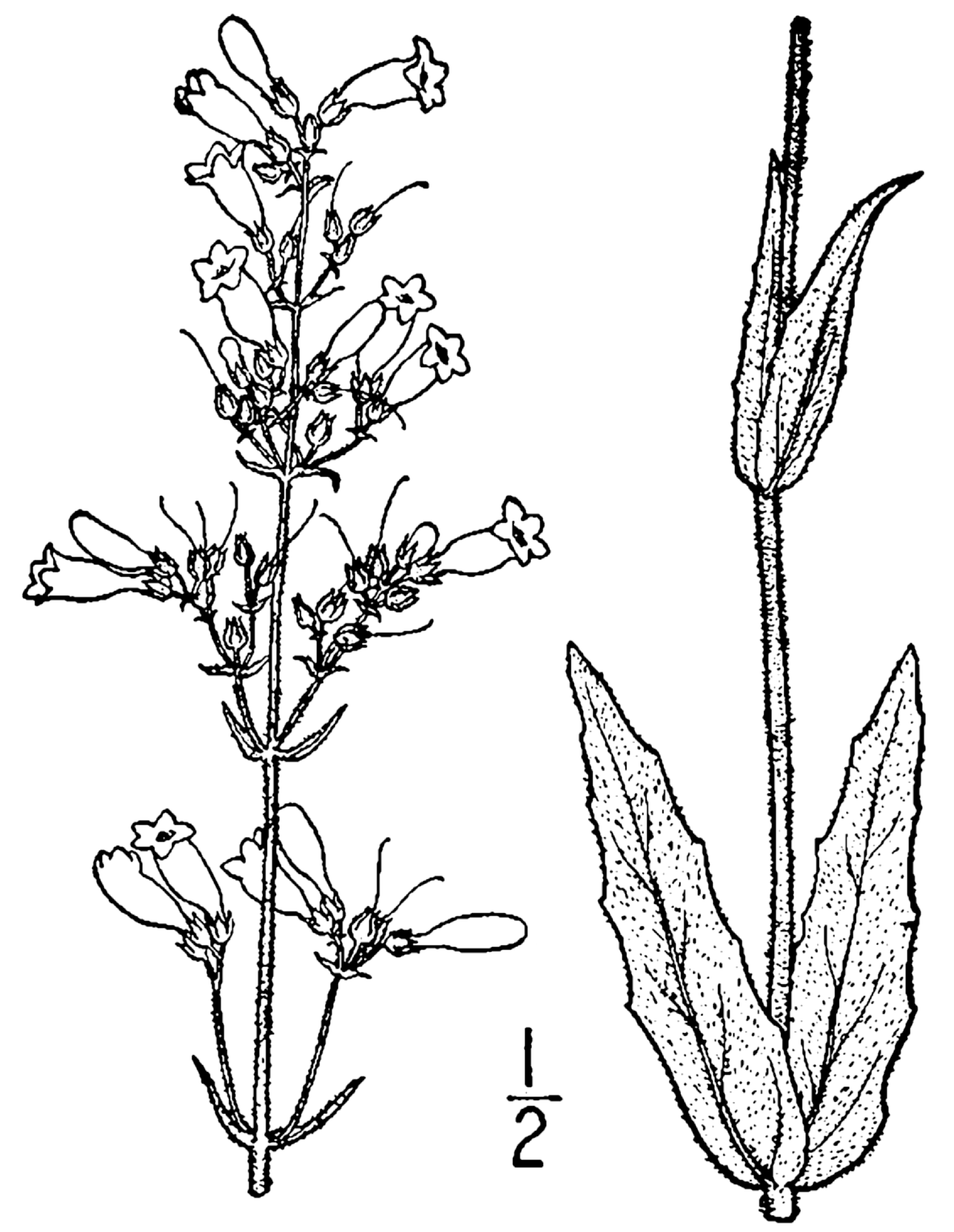
Illustration von Penstemon pallidus

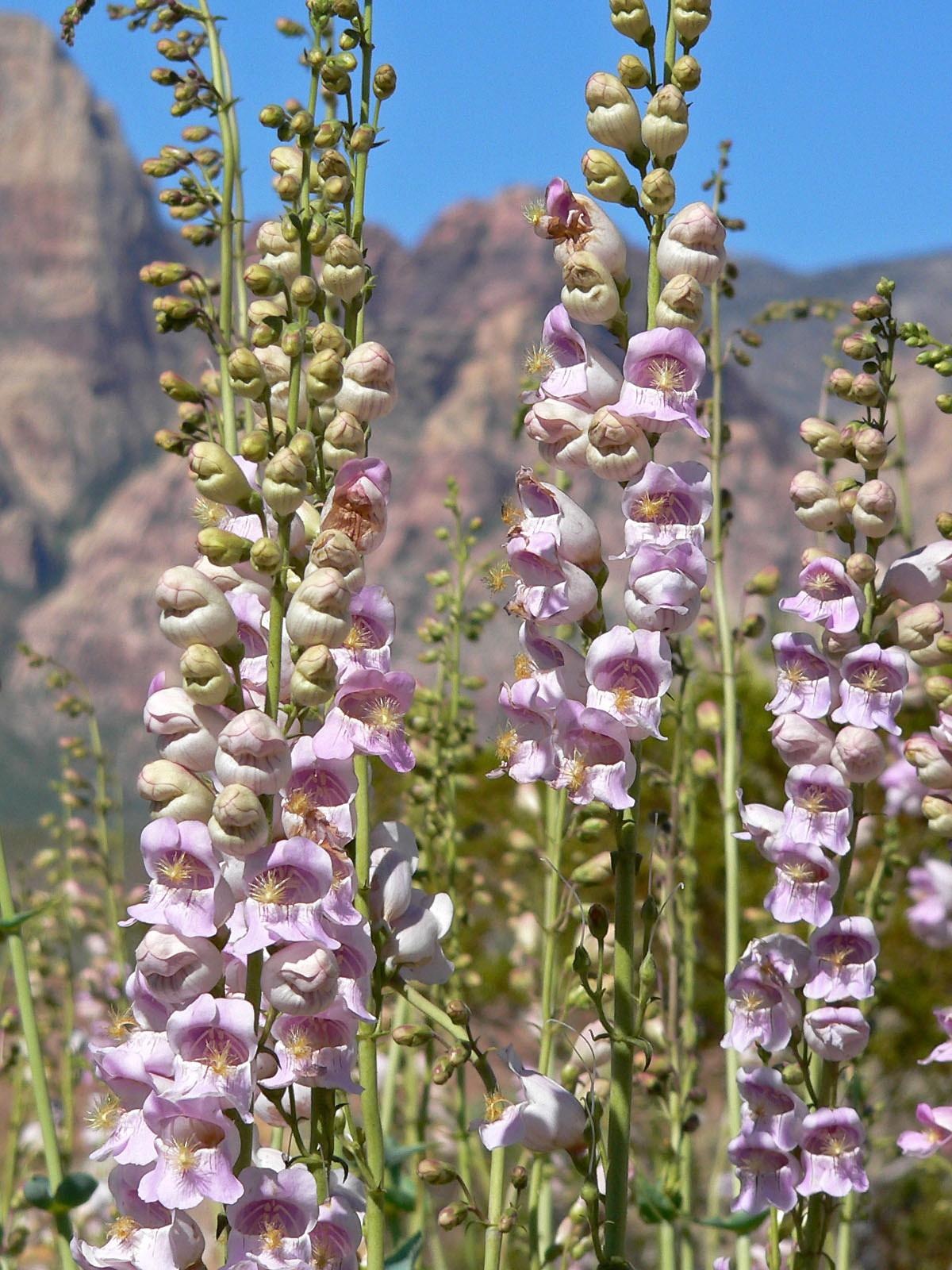
Penstemon palmeri

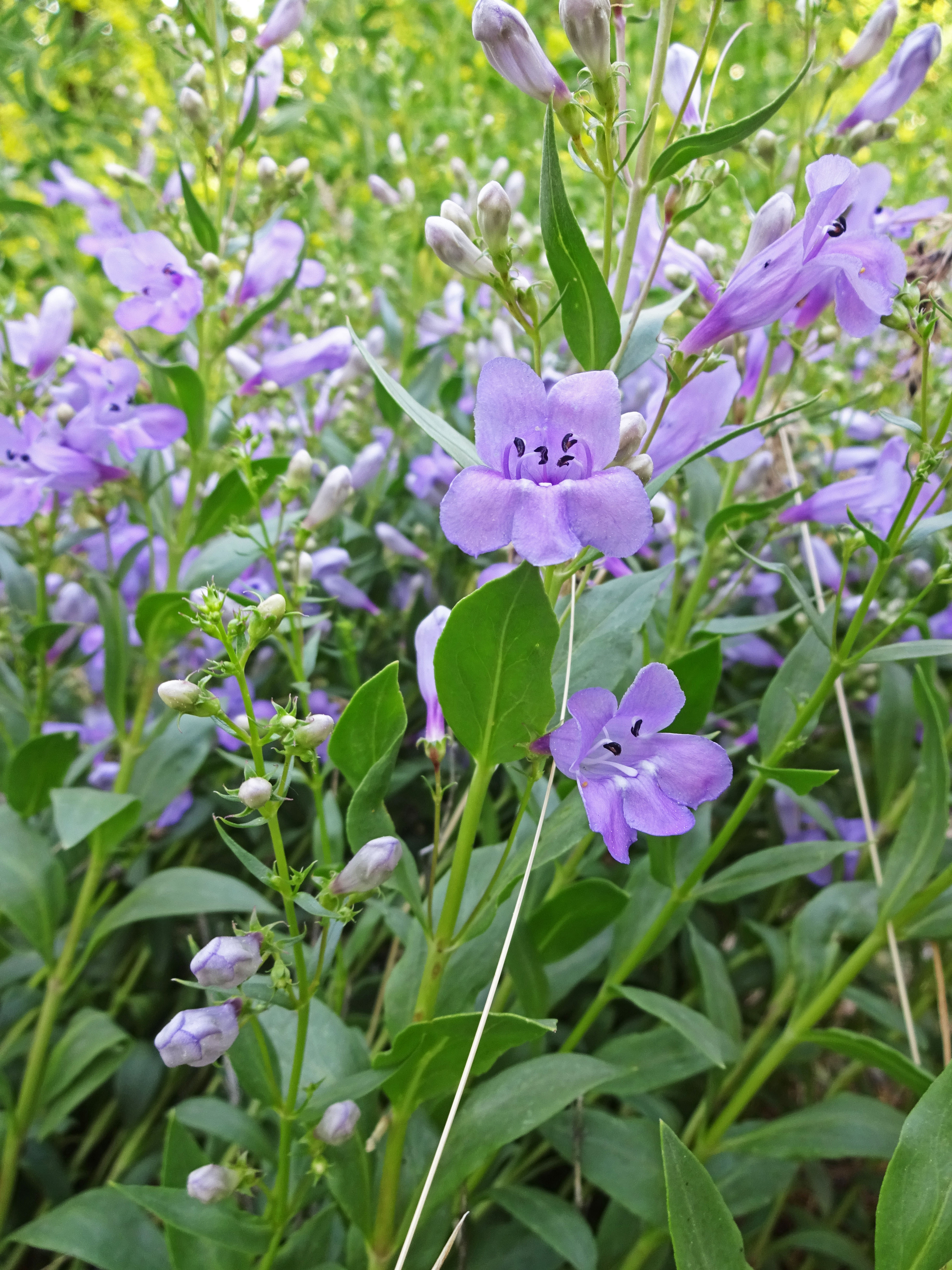
Penstemon platyphyllus

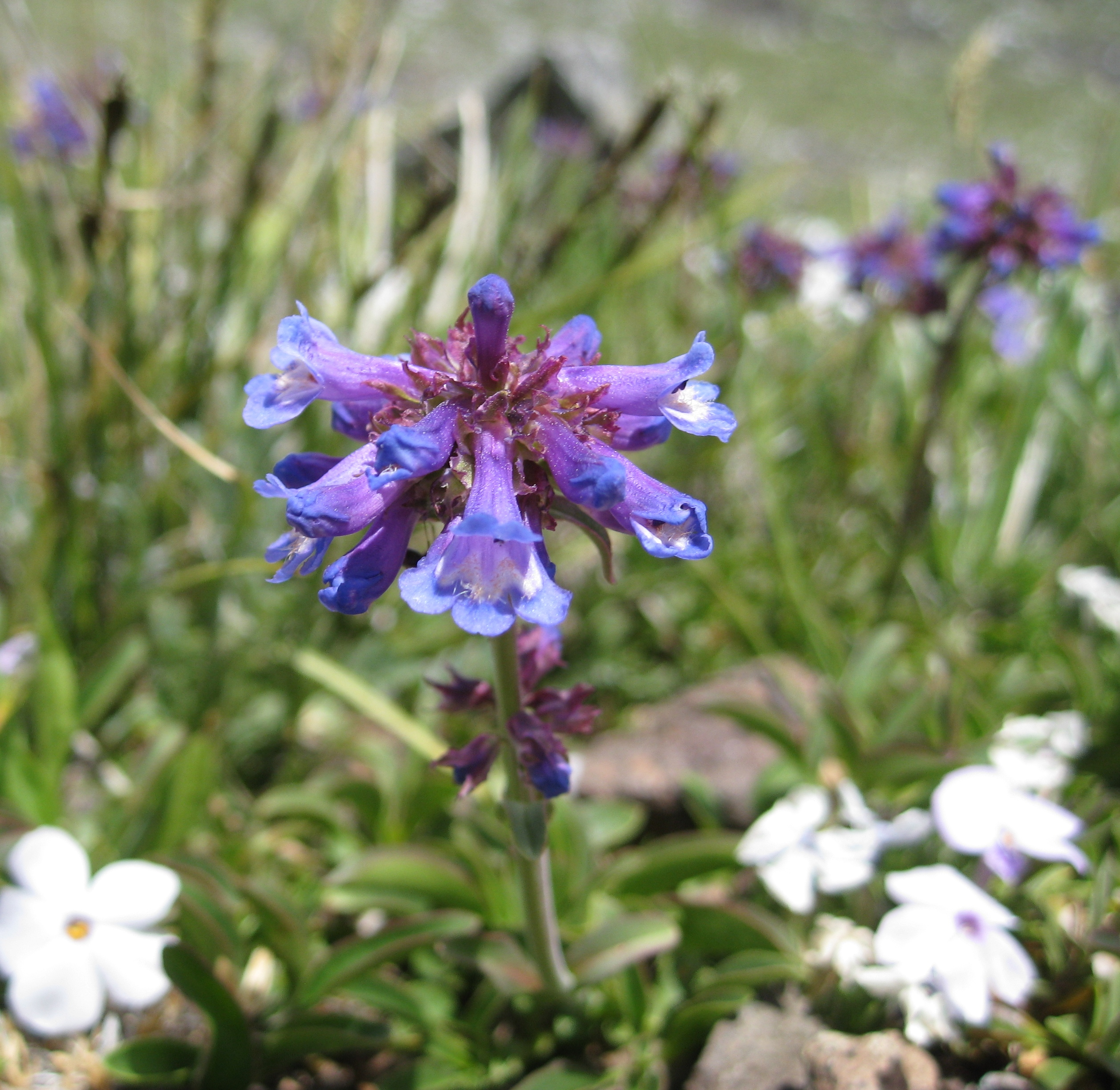
Penstemon procerus

## Systematik und Verbreitung

### Botanische Geschichte und Taxonomie
Die erste Penstemon-Art wurde vom amerikanischen Pflanzensammler John Mitchell (1711–1768) 1748 veröffentlicht. Dabei handelte es sich um die Art Penstemon laevigatus. Carl von Linné nahm diese Art 1753 als Chelone pentstemon auf, wobei er die Schreibweise leicht abwandelte, so dass der griechische Ursprung des Wortes (penta für fünf) leichter zu erkennen war. Die ursprüngliche Schreibweise Penstemon setzte sich aber durch und wurde schließlich als offizielle Gattungsbezeichnung akzeptiert. Bis ins 20. Jahrhundert trifft man aber weiterhin ab und zu den Namen Pentstemon. Der botanische Gattungsname Penstemon leitet sich aus den griechischen Wörtern pente für fünf und stemon für Staubblatt ab. Die gültige Erstveröffentlichung des Gattungsnamens Penstemon erfolgte 1762/1763 durch Casimir Christoph Schmidel in Icones Plantarum, Edition Keller. Als Lektotypusart wurde Penstemon pubescens Aiton durch Nathaniel Lord Britton und Addison Brown in An Illustrated Flora of the Northern United States, 2. Auflage, 3, S. 182, 1913 und Francis Whittier Pennell in Contributions from the United States National Herbarium. Smithsonian Institution 20, S. 325, 1920 festgelegt. Synonyme für Penstemon Schmidel sind: Pentstemon Aiton orth. var., Apentostera Raf., Bartramia Salisb., Dasanthera Raf., Elmigera Rchb. ex Spach, Leiostemon Raf., Lepteiris Raf.
Im Laufe des 18. Jahrhunderts und dann insbesondere im 19. Jahrhundert wurden weitere Penstemon-Arten beschrieben, die bis etwa 1820 alle in die Gattung Chelone L. eingegliedert wurden. Systematische botanische Feldstudien im Großen Becken erhöhten die Artenzahl im 20. Jahrhundert auf etwa 250.
Eine Revision der Gattung Penstemon wurde zwischen 1932 und 1957 von David D. Keck durchgeführt. Seit 1946 kümmert sich die American Penstemon Society sowohl um Fragen der Botanik als auch der Kultivierung.

### Äußere Systematik
Die Gattung Penstemon wurde traditionell in die Familien der Braunwurzgewächse (Scrophulariaceae) oder Veronicaceae gestellt. Molekulargenetische Untersuchungen zeigen, dass die Gattung Penstemon zur Tribus Cheloneae in der Familie der Wegerichgewächse (Plantaginaceae) gehört.

### Innere Systematik
Die Gattung Penstemon wird in sechs Untergattungen gegliedert:
- Penstemon subg. Cryptostemon: Sie enthält nur eine Art: Penstemon personatus Keck
- Penstemon subg. Dasanthera (Raf.) Pennell: Sie enthält etwa neun Arten.
- Penstemon subg. Dissecti: Sie enthält nur eine Art: Penstemon dissectus Ell.
- Penstemon subg. Habroanthus Crosswhite: Sie enthält zwei Sektionen und etwa 46 Arten.
- Penstemon subg. Penstemon: Sie enthält acht Sektionen mit 22 Untersektionen und etwa 186 Arten.
- Penstemon subg. Saccanthera (Benth.) A.Gray: Sie enthält zwei Sektionen mit drei Untersektionen und etwa 26 Arten.

Alle Penstemon-Arten stammen aus der Neuen Welt (nach Norden bis Alaska und Kanada und in Ost-West-Richtung von Küste zu Küste). Bis auf eine Art, die im Hochland von Guatemala vorkommt, kommen die Arten von Nordamerika bis ins südliche Mexiko vor. Die meisten Arten kommen dabei aus den westlichen gemäßigten Breiten. Viele der Arten sind nur sehr lokal verbreitet. Dies ist auch ein Grund dafür, warum es in freier Natur nur relativ selten Kreuzungen verschiedener Arten gibt, und warum es so viele Penstemon-Arten gibt (Adaptive Radiation).
Die Art Pennellianthus frutescens wurde in eine eigene, monotypische Gattung Pennellianthus gestellt und war als Penstemon frutescens in die Penstemon gestellt; sie kommt in Japan und in Russlands Osten vor.
Es gibt etwa 275 Penstemon-Arten (Auswahl):
- Penstemon abietinus Pennell: Sie kommt nur in Utah vor.[5]
- Penstemon absarokensis Evert: Sie kommt nur in Wyoming vor.[5]
- Penstemon acaulis L.O.Williams: Sie kommt nur in Wyoming sowie Utah vor.[5]
- Penstemon acuminatus Dougl. ex Lindl.: Sie kommt in zwei Varietäten in den US-Bundesstaaten Washington, Oregon und Nevada vor.[4]
- Penstemon alamosensis Pennell & Nisbet: New Mexico und westliches Texas.[5]
- Penstemon albertinus Greene: Sie kommt im südöstlichen British Columbia, im südwestlichen Alberta, in Idaho und im westlichen Montana vor.[4]
- Penstemon albidus Nutt.: Sie kommt im westlichen Kanada und in den westlichen bis zentralen USA vor.[4]
- Penstemon albomarginatus M.E.Jones: Sie kommt in Arizona, im südöstlichen Kalifornien und im südlichen Nevada vor.[4]
- Penstemon ambiguus Torr.: Sie kommt in zwei Varietäten in den westlichen und zentralen Vereinigten Staaten und im nördlichen Teil des mexikanischen Bundesstaates Chihuahua vor.[4]
- Penstemon ammophilus N.H.Holmgren & L.M.Schultz: Sie kommt nur in Utah vor.[5][4]
- Penstemon anguineus Eastw.: Sie kommt in Oregon und im nordwestlichen Kalifornien vor.[4]
- Penstemon angustifolius Nutt. ex Pursh: Sie kommt in zwei Varietäten in den westlichen bis zentralen Vereinigten Staaten vor.[4]
- Penstemon apateticus Straw: Sie kommt in Mexiko vor.[4]
- Penstemon arenarius Greene: Nevada.[5]
- Penstemon arenicola A.Nelson: Sie kommt in Wyoming und in Utah vor.[4]
- Penstemon aridus Rydb.: Idaho, Montana, Wyoming.[5]
- Penstemon arkansanus Pennell: Arkansas, Missouri und Oklahoma.[5]
- Penstemon attenuatus Dougl. ex Lindl.: Sie kommt in den nordwestlichen Vereinigten Staaten vor.[4]
- Penstemon atwoodii Welsh: Utah.[5]
- Penstemon auriberbis Pennell (Syn.: Penstemon parviflorus Pennell[5]): Sie kommt im südöstlichen Colorado und im nordöstlichen New Mexico vor.[4]
- Penstemon australis Small: Sie kommt in den südöstlichen Vereinigten Staaten vor.[4]
- Penstemon azureus Benth.: Sie kommt in zwei Varietäten im südwestlichen Oregon und im nördlichen Kalifornien vor.[4]
- Penstemon baccharifolius Hook.: Sie kommt in Texas und im mexikanischen Bundesstaat Coahuila vor.[4]
- Penstemon barbatus (Cav.) Roth: Sie kommt in zwei Varietäten in Colorado, New Mexico, Texas, Arizona, Utah und im nördlichen Mexiko vor.[4]
- Penstemon barnebyi N.Holmgren: Kalifornien und Nevada.[5]
- Penstemon barrettiae A.Gray: Sie kommt in Oregon und Washington vor.[4]
- Penstemon bicolor (Brandeg.) Clokey & D.D.Keck: Sie kommt in zwei Varietäten im nordwestlichen Arizona, im südöstlichen Kalifornien und im südwestlichen Nevada vor.[4]
- Penstemon bracteatus Keck: Utah.[5]
- Penstemon breviculus (Keck) Nisbet & R.C.Jackson: Utah, Colorado, Arizona und New Mexico.[5]
- Penstemon × bryantiae Keck
- Penstemon buckleyi Pennell: Sie kommt in den westlichen bis zentralen Vereinigten Staaten vor.[4]
- Penstemon caesius A.Gray: Kalifornien.[5]
- Penstemon caespitosus Nutt. ex A.Gray: Sie kommt im nordwestlichen Colorado, im südlichen Wyoming, im nordöstlichen Arizona und in Utah vor.[4]
- Penstemon calcareus Brandeg.: Kalifornien und Nevada.[5]
- Penstemon californicus (Munz & Johnston) Keck: Südliches Kalifornien und Baja California Norte.[5]
- Penstemon calycosus Small: Sie kommt in Illinois und in den östlichen Vereinigten Staaten vor.[4]
- Penstemon campanulatus (Cav.) Willd. (Syn.: Penstemon pulchellus Lindl.): Sie ist vom nördlichen bis südlichen Mexiko verbreitet.[4]
- Penstemon canescens (Britt.) Britt.: Sie kommt in den östlichen Vereinigten Staaten vor.[4]
- Penstemon cardinalis Woot. & Standl.: New Mexico.[5]
- Penstemon cardwellii T.J.Howell: Sie kommt im westlichen Oregon und im südwestlichen Washington vor.[4]
- Penstemon carnosus Pennell: Sie kommt nur in Utah vor.[4]
- Penstemon caryi Pennell: Montana und Wyoming.[5]
- Penstemon cedrosensis Kellogg: Dieser Endemit kommt nur auf der Isla de Cedros vor der Pazifikküste der Halbinsel Niederkalifornien vor und gehört zum mexikanischen Bundesstaat Baja California.[4]
- Penstemon centranthifolius (Benth.) Benth.: Sie kommt nur von Kalifornien bis zum mexikanischen Bundesstaat Baja California vor.[4]
- Penstemon cinicola D.D.Keck: Sie kommt in Oregon und im nordöstlichen Kalifornien vor.[4]
- Penstemon clevelandii A.Gray: Südliches Kalifornien und Baja California Norte.[5]
- Penstemon clutei A.Nelson: Sie kommt nur in Arizona vor.[4]
- Penstemon cobaea Nutt.: Zentrale Vereinigte Staaten bis Arkansas.[5]
- Penstemon comarrhenus A.Gray: Sie kommt im südwestlichen Colorado, im nordöstlichen Arizona, in Nevada und in Utah vor.[4]
- Penstemon compactus (D.D.Keck) Crosswhite: Sie kommt in Idaho und im nördlichen Utah vor.[4]
- Penstemon concinnus D.D.Keck: Nevada und Utah.[5]
- Penstemon confertus Dougl. ex Lindl.: Sie kommt im südwestlichen Alberta, im südöstlichen British Columbia, in Idaho, im westlichen Montana, im nordöstlichen Oregon und in Washington vor.[4]
- Penstemon confusus M.E.Jones: Sie kommt in Nevada und Utah vor.[4]
- Penstemon crandallii A.Nels.: Sie kommt in Colorado, New Mexico und in Utah vor.[4]
- Penstemon × crideri A.Nels.: Arizona.[5]
- Penstemon cusickii A.Gray: Sie kommt im südwestlichen Idaho und in Oregon vor.[4]
- Penstemon cyananthus Hook.: Sie kommt in zwei Varietäten in Idaho, Wyoming und Utah vor.[4]
- Penstemon cyaneus Pennell: Sie kommt in Idaho, Montana und Wyoming vor.[4]
- Penstemon cyanocaulis Payson: Sie kommt in Colorado und in Utah vor.[4]
- Penstemon cyathophorus Rydb.: Sie kommt in Colorado und in Wyoming vor.[4]
- Penstemon dasyphyllus A.Gray: Arizona bis Texas und nördliches Mexiko.[5]
- Penstemon davidsonii Greene: Sie ist im westlichen Nordamerika vom südlichen British Columbia über Oregon, Washington sowie nördlichen Nevada bis Kalifornien verbreitet.[4]
- Penstemon deamii Pennell: Indiana.[5]
- Penstemon deaveri Crosswhite: Arizona und New Mexico.[5]
- Penstemon debilis O’Kane & J.Anderson: Sie kommt nur in Colorado vor.[4]
- Penstemon degeneri Crosswhite: Sie kommt nur in Colorado vor.[4]
- Penstemon deustus Dougl. ex Lindl.: Sie kommt in zwei Varietäten in den westlichen Vereinigten Staaten vor.[4]
- Penstemon digitalis Nutt. ex Sims (Syn.: Penstemon alluviorum Pennell, Penstemon digitalis var. albidus Trautv., Penstemon laevigatus subsp. alluviorum (Pennell) R.W.Benn., Penstemon laevigatus subsp. digitalis (Nutt.) R.W.Benn., Penstemon laevigatus var. digitalis (Nutt.) A.Gray): Sie kommt in den zentralen bis östlichen Vereinigten Staaten vor.[4][5]
- Penstemon diphyllus Rydb.: Südöstliches Washington bis westliches Montana und nordöstliches Idaho.[5]
- Penstemon discolor Keck: Arizona.[5]
- Penstemon dissectus Elliott: Dieser Endemit kommt nur im südlichen Georgia vor.[4]
- Penstemon distans N.Holmgren: Arizona.[5]
- Penstemon dolius M.E.Jones ex Pennell: Sie kommt in Nevada und Utah vor.[4]
- Penstemon × dubius A.Davids.: Südliches Kalifornien.[5]
- Penstemon duchesnensis (N.H.Holmgren) Neese: Sie kommt nur in Utah vor.[5]
- Penstemon dugesii Zacarías-Correa, E.Pérez, M.S.Samain: Sie wurde 2020 aus den zentralen Bereichen des mexikanischen Bundesstaates Guanajuato erstbeschrieben.[8]
- Penstemon eatonii A.Gray: Sie kommt in zwei Varietäten in Colorado, New Mexico, Arizona, Kalifornien, Nevada und Utah vor.[4]
- Penstemon elegantulus Pennell: Oregon und Idaho.[5]
- Penstemon ellipticus J.M.Coult. & Fisher: Sie kommt im südöstlichen British Columbia, im südwestlichen Alberta, in Idaho und im westlichen Montana vor.[4]
- Penstemon eriantherus Pursh: Sie kommt in vier Varietäten in Alberta, British Columbia, Washington, Oregon, Wyoming, Montana, Idaho, Colorado, Nebraska, North Dakota und South Dakota vor.[4]
- Penstemon euglaucus English: Sie kommt im südwestlichen Washington und im nordwestlichen Oregon vor.[4]
- Penstemon eximius Keck: Baja California.[5]
- Penstemon fendleri Torr. & A.Gray: Sie kommt im südwestlichen Kansas, im westlichen Oklahoma, in New Mexico, Texas und im östlichen Arizona vor.[4]
- Penstemon filiformis (Keck) Keck: Kalifornien.[5]
- Penstemon flavescens Pennell: Südwestliches Montana bis östlich-zentrales Idaho.[5]
- Penstemon floribundus D.Danley: Nevada.[5]
- Penstemon floridus Brandeg.: Sie kommt in zwei Varietäten in Kalifornien und in Nevada vor.[4]
- Penstemon flowersii Neese & Welsh: Utah.[5]
- Penstemon franklinii Welsh: Utah.[5]
- Penstemon fremontii Torr. & A.Gray ex A.Gray: Sie kommt im nordwestlichen Colorado, im südwestlichen Wyoming und im nordöstlichen Utah vor.[4]
- Penstemon fruticiformis Coville: Kalifornien.[5]
- Penstemon fruticosus (Pursh) Greene: Sie kommt in British Columbia, Idaho, Montana, Wyoming, Washington und Oregon vor.[4] Zu dieser Art gehört auch:
  - Scoulers Bartfaden (Penstemon fruticosus (Pursh) Greene var. scouleri (Lindl.) Cronquist, Syn.: Penstemon scouleri Lindl.): British Columbia, Alberta, Washington und Idaho.[5][4]
- Penstemon gairdneri Hook.: Sie kommt in zwei Varietäten in Idaho, im östlichen Washington und im östlichen Oregon vor.[4]
- Penstemon gentianoides (Kunth) Poir.: Sie kommt in Mexiko und in Guatemala vor.[4]
- Penstemon gibbensii Dorn: Sie kommt nur in Wyoming vor.[4]
- Penstemon glaber Pursh: Es gibt drei Varietäten:
  - Penstemon glaber var. alpinus (Torr.) A.Gray (Syn.: Penstemon alpinus Torr., Penstemon alpinus subsp. magnus (Pennell) Penland, Penstemon magnus Pennell): Sie kommt in Colorado, Nebraska, Wyoming und im nördlichen New Mexico vor.[5]
  - Penstemon glaber var. brandegeei (Porter) C.C.Freeman: Sie kommt vom US-Bundesstaat Colorado bis zum mexikanischen Bundesstaat Chihuahua vor.[5]
  - Penstemon glaber Pursh var. glaber: Sie kommt in Montana, Nebraska, North Dakota, South Dakota, Wyoming vor:[5]
- Penstemon glandulosus Douglas ex Lindl.: Sie kommt im südöstlichen Washington, im nordöstlichen Oregon und im westlichen Idaho vor.[4]
- Penstemon glaucinus Pennell: Oregon.[5]
- Penstemon globosus (Piper) Pennell & Keck: Oregon, Montana und Idaho.[5]
- Penstemon goodrichii N.Holmgren: Utah.[5]
- Penstemon gormanii Greene: Sie kommt in Alaska und in Kanada vor.[4]
- Penstemon gracilentus A.Gray: Oregon, Kalifornien und Nevada.[5]
- Penstemon gracilis Nutt.: Sie kommt in Kanada und in den zentralen bis westlichen Vereinigten Staaten vor.[4]
- Penstemon grahamii D.D.Keck: Sie kommt in Colorado und in Utah vor.[4]
- Penstemon grandiflorus Nutt.: Sie kommt in den nördlichen Vereinigten Staaten, in Texas und in New Mexico vor.[4]
- Penstemon griffinii A.Nelson: Colorado und New Mexico.[5]
- Penstemon grinnellii Eastw.: Die zwei Varietäten kommen nur im südlichen Kalifornien vor.[1]
- Penstemon guadalupensis A.Heller: Texas.[5]
- Penstemon hallii Gray: Colorado.[5]
- Penstemon harbourii A.Gray: Colorado.[5]
- Penstemon harringtonii Penland: Sie kommt nur in Colorado vor.[4]
- Penstemon hartwegii Benth.: Sie kommt nur im mexikanischen Bundesstaat Hidalgo vor.[4]
- Penstemon havardii A.Gray: Sie kommt nur in Texas vor.[4]
- Penstemon haydenii S.Watson: Sie kommt nur in Nebraska vor.[4]
- Penstemon heterodoxus A.Gray: Die drei Varietäten kommen in Kalifornien und im westlichen Nevada vor.[4][1]
- Penstemon heterophyllus Lindl.: Die drei Varietäten kommen nur in Kalifornien vor.[4][1]
- Penstemon hirsutus (L.) Willd.: Sie kommt vom östlichen Kanada bis zu den zentralen und östlichen Vereinigten Staaten vor.[4]
- Penstemon humilis Nutt. ex A.Gray: Sie kommt in drei Varietäten in den westlichen Vereinigten Staaten vor.[4]
- Penstemon idahoensis N.D.Atwood & S.L.Welsh: Sie kommt in Idaho und Utah vor.[4]
- Penstemon immanifestus N.H.Holmgren: Sie kommt in Nevada und Utah vor.[4]
- Penstemon incertus Brandeg.: Sie kommt im südlichen Kalifornien vor.[4][1]
- Penstemon inflatus Crosswhite: New Mexico.[5]
- Penstemon jamesii Benth.: Sie kommt in Colorado, Kansas, Arizona, New Mexico und Texas vor.[4]
- Penstemon janishiae N.H.Holmgren: Sie kommt im nördlichen Kalifornien, Oregon, Idaho sowie Nevada vor.[1]
- Penstemon × jonesii Pennell: Utah.[5]
- Penstemon kingii S.Watson: Oregon und Nevada.[5]
- Penstemon kunthii G. Don: Sie kommt in Mexiko vor.[4]
- Penstemon labrosus (A.Gray) Hook.: Sie kommt vom südlichen Kalifornien bis Mexiko vor.[1]
- Penstemon laetus A.Gray: Die drei Varietäten kommen in Oregon und in Kalifornien vor.[4][1]
- Penstemon laevigatus Ait.: Sie kommt in den östlichen Vereinigten Staaten vor.[4]
- Penstemon laevis Pennell: Sie kommt in Arizona und in Utah vor.[4]
- Penstemon lanceolatus Benth. (Syn.: Penstemon ramosus Crosswhite): Arizona, New Mexico, Texas und Mexiko.[5]
- Penstemon laricifolius Hook. & Arn.: Sie kommt in zwei Varietäten im nördlichen Colorado und in Wyoming vor.[4]
- Penstemon laxiflorus Pennell: Sie kommt in Oklahoma, Alabama, Arkansas, Georgia, Louisiana, Mississippi, Florida und im östlichen Texas vor.[4]
- Penstemon laxus A.Nelson: Idaho.[5]
- Penstemon leiophyllus Pennell: Sie kommt in Nevada und Utah vor.[4]
- Penstemon lemhiensis (Keck) Keck & Cronq.: Montana und Idaho.[5]
- Penstemon lentus Pennell: Sie kommt im südwestlichen Colorado, im nordöstlichen Arizona und im südöstlichen Utah vor.[4]
- Penstemon leonardii Rydb.: Sie kommt im südöstlichen Idaho und in Utah vor.[4] Es gibt zwei Varietäten.
- Penstemon linarioides A.Gray: Es gibt etwa drei Unterarten. Sie kommen im südwestlichen Colorado, im westlichen New Mexico, in Arizona, Nevada und Utah vor.[4]
- Penstemon longiflorus (Pennell) S.L.Clark: Sie kommt in Utah vor.[4]
- Penstemon lyallii (A.Gray) A.Gray: Sie kommt in British Columbia, in Alberta, Idaho, Montana und Washington vor.[4]
- Penstemon marcusii (Keck) N.Holmgren: Utah.[5]
- Penstemon mensarum Pennell: Sie kommt in Colorado vor.[4]
- Penstemon × mirus A.Nelson: Arizona.[5]
- Penstemon miser Gray: Oregon und Idaho.[5]
- Penstemon moffatii Eastw.: Utah und Colorado.[5]
- Penstemon monoensis A.Heller: Sie kommt in Kalifornien vor.[4][1]
- Penstemon montanus Greene: Idaho, Montana, Wyoming und Utah.[5]
- Penstemon moriahensis N.Holmgren: Nevada.[5]
- Penstemon multiflorus Chapman ex Benth.: Sie kommt in Florida und im südlichen Georgia vor.[4]
- Penstemon murcronatus N.Holmgr.: Colorado, Utah und Wyoming.[5]
- Penstemon murrayanus Hook.: Sie kommt in Oklahoma, Arkansas, Louisiana und im östlichen Texas vor.[4]
- Penstemon nanus D.D. Keck: Sie kommt in Utah vor.[4]
- Penstemon navajoa N. Holmgren: Utah.[5]
- Penstemon neomexicanus Woot. & Standl.: New Mexico und Mexiko (Chihuahua).[5]
- Penstemon neotericus D.D.Keck: Sie kommt nur in Kalifornien vor.[1]
- Penstemon newberryi A.Gray: Die drei Varietäten kommen in Oregon, Nevada und Kalifornien vor.[4][1]
- Penstemon nitidus Dougl. ex Benth.: Sie kommt in British Columbia, Alberta, Saskatchewan, Manitoba, Washington, Montana, Idaho, Wyoming und North Dakota vor.[4]
- Penstemon nudiflorus A. Gray: Sie kommt nur in Arizona vor.[4]
- Penstemon oklahomensis Pennell: Oklahoma und nordöstliches Texas.[5]
- Penstemon oliganthus Woot. & Standl.: Arizona und nordwestliches New Mexico.[5]
- Penstemon ophianthus Pennell: Sie kommt im südwestlichen Colorado, im nordwestlichen New Mexico, im nördlichen Arizona und in Utah vor.[4]
- Penstemon osterhoutii Pennell: Sie kommt nur in Colorado vor.[4]
- Penstemon ovatus Douglas: Sie kommt im südlichen British Columbia, in Washington und im nördlichen Oregon vor.[4]
- Penstemon pachyphyllus A.Gray ex Rydb.: Es gibt drei Varietäten. Sie kommen in Colorado, Wyoming, Nevada, Utah und im nördlichen Arizona vor.[4]
- Penstemon pahutensis N.Holmgren: Dieser Endemit kommt nur in den Grapevine Mountains in Kalifornien vor.[1]
- Penstemon pallidus Small: Sie kommt in den nördlich-zentralen und in den östlichen Vereinigten Staaten vor.[4]
- Penstemon palmeri A.Gray: Es gibt drei Varietäten. Sie kommen in Arizona, Kalifornien, Nevada und Utah vor.[4]
- Penstemon papillatus J.T.Howell: Sie kommt nur in Kalifornien vor.[1]
- Penstemon × parishii A.Gray: Südliches Kalifornien.[5]
- Penstemon parryi (A.Gray) A.Gray: Sie kommt in Arizona und im mexikanischen Bundesstaat Sonora vor.[4]
- Penstemon parvulus (A.Gray) Krautter: Sie kommt in Kalifornien und Oregon vor.[4][1]
- Penstemon parvus Pennell: Utah.[5]
- Penstemon patens (M.E.Jones) N.Holmgren: Sie kommt in Kalifornien und im südlichen Nevada vor.[4][1]
- Penstemon payettensis A.Nels. & J.F.Macbr.: Sie kommt in Idaho und im nordöstlichen Oregon vor.[4]
- Penstemon paysoniorum Keck: Südwestliches Wyoming.[5]
- Penstemon peckii Pennell: Oregon.[5]
- Penstemon × peirsonii Munz & I.M.Johnston: Kalifornien.[5]
- Penstemon penlandii W.A.Weber: Sie kommt nur in Colorado vor.[4]
- Penstemon pennellianus D.D.Keck: Sie kommt in Oregon und im südöstlichen Washington vor.[4]
- Penstemon perpulcher A.Nelson: Oregon und Idaho.[5]
- Penstemon personatus Keck: Sie kommt nur in Kalifornien vor.[1]
- Penstemon petiolatus Brandeg.: Arizona, Nevada und Utah.[5]
- Penstemon pinifolius Greene: Arizona, New Mexico und nördliches Mexiko.[5]
- Penstemon pinorum L.H. & J.S.Shultz: Dieser Endemit kommt nur im südwestlichen Utah vor.[4]
- Penstemon platyphyllus Rydb.: Sie kommt nur in Utah vor.[4]
- Penstemon pratensis Greene: Sie kommt im südwestlichen Idaho, im südöstlichen Oregon und im nördlichen Nevada vor.[4]
- Penstemon procerus Dougl. ex Graham: Die vier Varietäten sind im westlichen Nordamerika weitverbreitet. Sie ist von Alaska über das Yukon-Territorium und den westlichen kanadischen Provinzen Alberta, British Columbia, Manitoba sowie südwestliches Saskatchewan bis zu den westlichen US-Bundesstaaten Oregon, Washington, Colorado, Montana, Wyoming, Nevada, Utah sowie Kalifornien weitverbreitet.[4]
- Penstemon pruinosus Douglas ex Lindl.: Sie kommt im südlichen British Columbia und im nördlichen Washington vor.[4]
- Penstemon pseudoparvus Crosswhite: New Mexico.[5]
- Penstemon pseudoputus (Crosswhite) N.Holmgren: Südwestliches Utah und Arizona.[5]
- Penstemon pseudospectabilis M.E.Jones: Es gibt zwei Unterarten. Sie kommen im südöstlichen Kalifornien und in Arizona vor.[4][1]
- Penstemon pudicus Reveal & Beatley: Nevada.[5]
- Penstemon pumilus Nutt.: Sie kommt nur in Idaho vor.[4]
- Penstemon purpusii Brandeg.: Sie kommt in Kalifornien vor.[1]
- Penstemon putus A.Nelson: Arizona.[5]
- Penstemon radicosus A.Nelson: Montana, Wyoming, Colorado, Utah, Idaho und Nevada.[5]
- Penstemon reidmoranii Zacarías & A.Wolfe: Sie wurde 2019 aus dem südlichen Teil des mexikanischen Bundesstaates Baja California erstbeschrieben.[9]
- Penstemon rattanii A.Gray: Die zwei Varietäten kommen in Oregon und Kalifornien vor.[1]
- Penstemon retrorsus Payson ex Pennell: Colorado.[5]
- Penstemon rhizomatosus N.Holmgren: Nevada.[5]
- Penstemon richardsonii Douglas ex Lindl.: Es gibt drei Varietäten. Sie kommen im südlichen British Columbia, in Washington und in Oregon vor.[4]
- Penstemon roezlii Regel: Sie kommt in Oregon, Kalifornien und in Nevada vor.[4][1]
- Penstemon rostriflorus Kellogg (Syn.: Penstemon bridgesii A.Gray:) Sie kommt im südwestlichen Colorado, im nordwestlichen New Mexico, im nördlichen Arizona, im östlichen Kalifornien, im südlichen Nevada und im südlichen Utah vor.[4][1]
- Penstemon rubicundus D.D.Keck: Sie kommt nur in Nevada vor.[4]
- Penstemon rupicola (Piper) T.J.Howell: Sie kommt im westlichen Oregon, im westlichen Washington und im nordwestlichen Kalifornien vor.[4][1]
- Penstemon rydbergii A.Nelson: Es gibt zwei Varietäten. Sie kommen im südöstlichen Washington, in Oregon, Wyoming, Idaho, im südwestlichen Montana, in Nevada, Utah, im nördlichen Arizona, im östlichen Kalifornien und im nördlichen New Mexico vor.[4]
- Penstemon saxosorum Pennell: Wyoming und Colorado.[5]
- Penstemon scapoides D.D.Keck: Dieser Endemit kommt nur in der Last Chance Kette in Kalifornien vor.[4][1]
- Penstemon scariosus Pennell: Es gibt drei Varietäten. Sie kommen in Colorado und in Utah vor.[4]
- Penstemon secundiflorus Benth.: Sie kommt im östlichen Colorado, im südöstlichen Wyoming und im nordöstlichen New Mexico vor.[4]
- Penstemon seorsus (A.Nelson) D.D. Keck: Oregon und Idaho.[5]
- Penstemon sepalulus A.Nelson: Sie kommt nur in Utah vor.[4]
- Penstemon serrulatus Menzies ex Sm.: Sie kommt im südöstlichen Alaska, im südlichen British Columbia, im westlichen Washington und im westlichen Oregon vor.[4]
- Penstemon smallii A.Heller: Sie kommt im nordöstlichen Georgia, im südöstlichen Kentucky, im westlichen North Carolina, im nordwestlichen South Carolina und im östlichen Tennessee vor.[4]
- Penstemon spatulatus Pennell: Nordöstliches Oregon.[5]
- Penstemon speciosus Douglas ex Lindl.: Sie kommt in Washington, Oregon, im südwestlichen Idaho, im westlichen Utah, in Kalifornien und in Nevada vor.[4][1]
- Penstemon spectabilis Thurb. ex A.Gray: Die zwei Varietäten kommen von Kalifornien bis Mexiko vor.[1]
- Penstemon stenophyllus (A.Gray) T.J.Howell: Arizona und nördliches Mexiko.[5]
- Penstemon stephensii Brandeg.: Dieser Endemit kommt nur im südöstlichen Kalifornien vor.[4][1]
- Penstemon strictiformis Rydb.: Sie kommt im südwestlichen Colorado, im nordwestlichen New Mexico, im nordöstlichen Arizona und in Utah vor.[4]
- Penstemon strictus Benth.: Sie kommt im westlichen Colorado, in Wyoming, New Mexico, Utah und im nordöstlichen Arizona vor.[4]
- Penstemon subglaber Rydb.: Sie kommt im südöstlichen Idaho, im westlichen Wyoming und im nordöstlichen Utah vor.[4]
- Penstemon subserratus Pennell: Washington und Oregon.[5]
- Penstemon subulatus M.E.Jones: Arizona.[5]
- Penstemon sudans M.E.Jones: Sie kommt in Nevada und Kalifornien vor.[1]
- Penstemon superbus A.Nelson: Sie kommt im südöstlichen Arizona, in New Mexico und im mexikanischen Bundesstaat Chihuahua vor.[4]
- Penstemon tenuiflorus Pennell: Westliches Kentucky bis zentrales Alabama.[5]
- Penstemon tenuis Small: Missouri bis Mississippi und Texas.[5]
- Penstemon teucrioides Greene: Colorado.[5]
- Penstemon thompsoniae (Gray) Rydb.: Sie kommt in Utah, Arizona und in Kalifornien in den New York Bergen sowie in der Clark Bergkette vor.[1]
- Penstemon thurberi Torr.: Sie kommt in Arizona, New Mexico, im südlichen Nevada, im südöstlichen Kalifornien und im nördlichen Mexiko vor.[4]
- Penstemon tidestromii Pennell (Syn.: Penstemon leptanthus Pennell): Utah.[5]
- Penstemon tiehmii N.Holmgren: Nevada.[5]
- Penstemon tracyi D.D.Keck: Dieser Endemit kommt nur nördlichen Teil des Trinity County im nördlichen Kalifornien vor.[4][1]
- Penstemon triflorus A.Heller: Texas.[5]
- Penstemon triphyllus Douglas: Sie kommt in Idaho, im nordöstlichen Oregon und im südöstlichen Washington vor.[4]
- Penstemon tubiflorus Nutt.: Sie kommt in den zentralen und in den östlichen Vereinigten Staaten vor.[4]
- Penstemon uintahensis Pennell: Utah.[5]
- Penstemon unilateralis Rydb.: Sie kommt in Colorado und im südlichen Wyoming vor.[4]
- Penstemon utahensis Eastw.: Sie kommt in Utah, Nevada und im südöstlichen Kalifornien vor.[4]
- Penstemon venustus Douglas ex Lindl.: Sie kommt ursprünglich in Washington, Oregon und Idaho vor und ist in Utah und Kalifornien ein Neophyt.[4]
- Penstemon virens Pennell ex Rydb.: Sie kommt in Colorado und in Wyoming vor.[4]
- Penstemon virgatus A.Gray: Sie kommt in Arizona und in New Mexico vor.[4]
- Penstemon wardii A.Gray: Utah.[5]
- Penstemon washingtonensis D.D.Keck: Washington.[5]
- Penstemon watsonii A.Gray: Sie kommt in Nevada, Utah, im nordwestlichen Colorado, im südwestlichen Idaho und im südwestlichen Wyoming vor.[4]
- Penstemon whippleanus A.Gray: Sie kommt in Colorado, Wyoming, im südöstlichen Idaho, im südwestlichen Montana, in New Mexico, in Utah und im nördlichen Arizona vor.[4]
- Penstemon wilcoxii Rydb.: Sie kommt in Idaho, im nordwestlichen Montana, im nordöstlichen Oregon und in Washington vor.[4]
- Penstemon wrightii Hook.: Sie kommt im westlichen Texas vor.[5]
- Penstemon xylus A.Nelson (Syn.: Penstemon tusharensis N.Holmgren): Utah.[5]
- Penstemon yampaensis Penl. (Syn.: Penstemon acaulis var. yampaensis (Penl.) Neese): Sie kommt in Colorado, Wyoming und in einem County in Utah vor.[5]

Nicht mehr zu dieser Gattung wird gerechnet:
- Penstemon frutescens Lambert: Sie wird als Pennellianthus frutescens (Lambert) Crosswh. in eine eigene, monotypische Gattung Pennellianthus gestellt. Sie kommt in Russlands Fernem Osten, auf den Kurilen und auf den japanischen Inseln Hokkaido sowie dem nördlichen Honshu vor.[4]

## Bilder

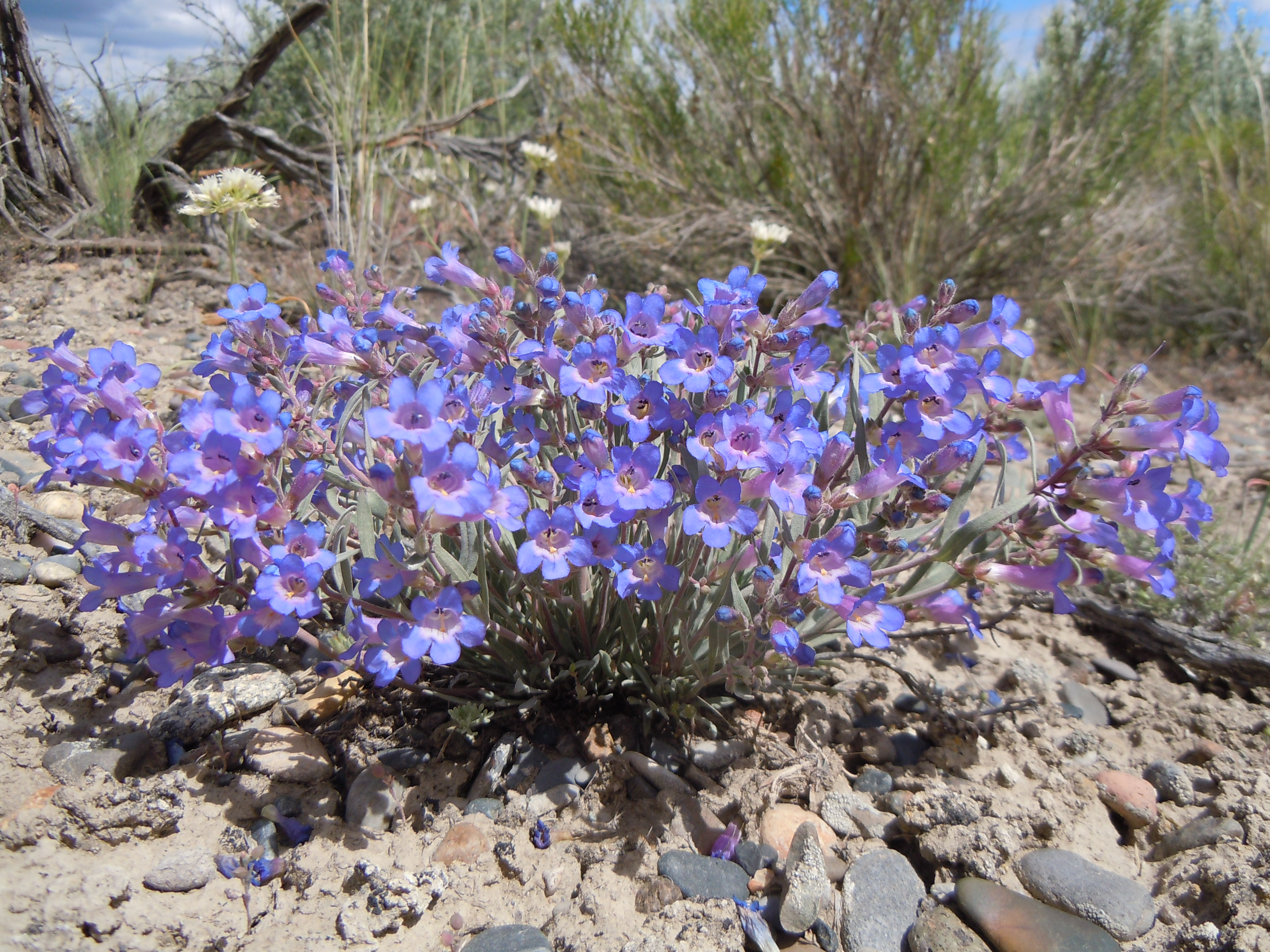
Penstemon pumilus
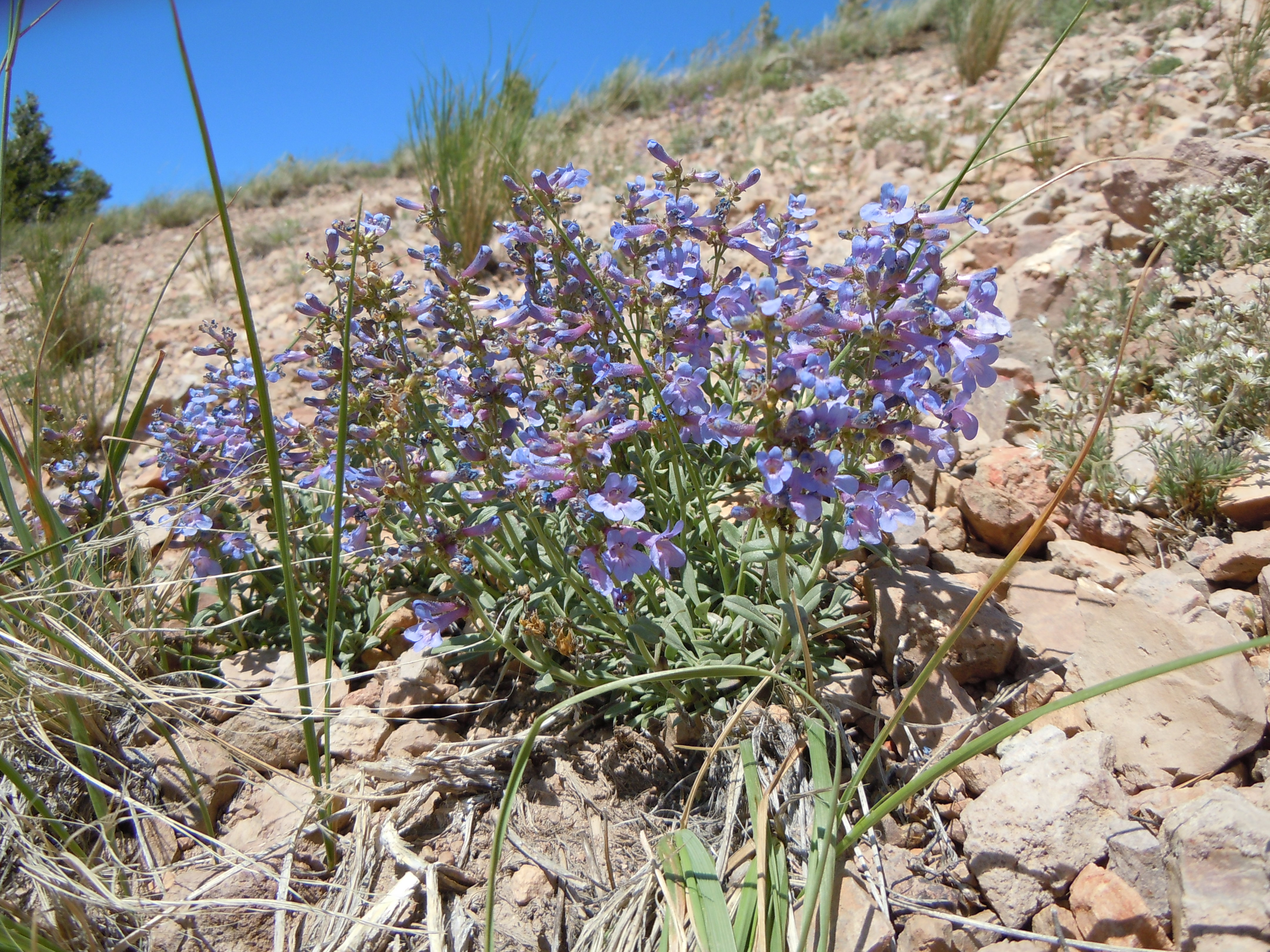
Penstemon radicosus
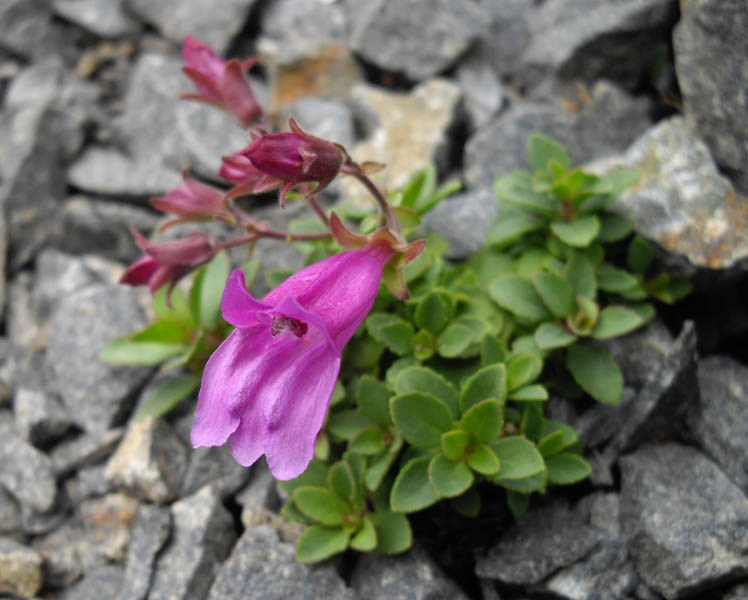
Penstemon rupicola
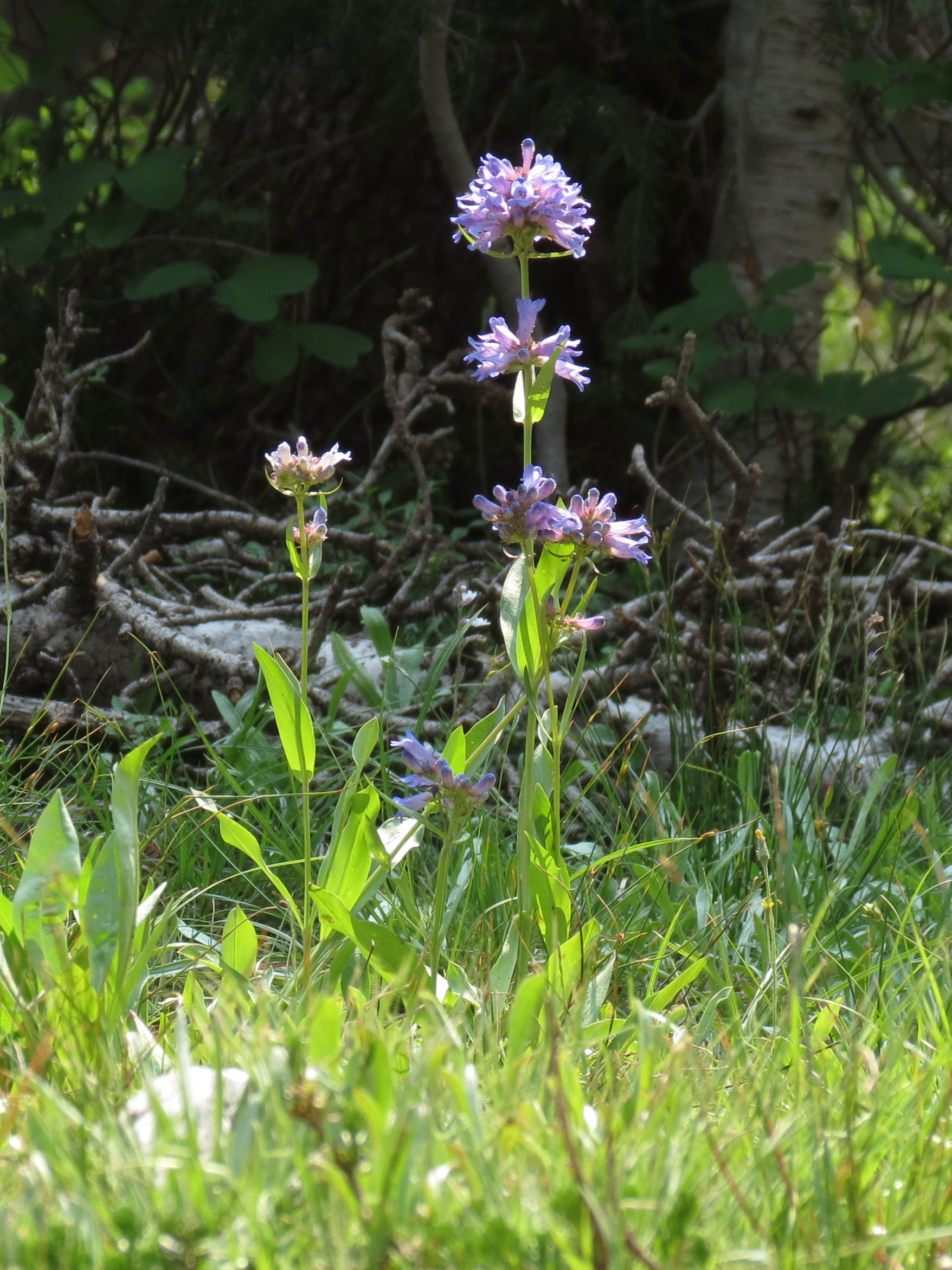
Penstemon rydbergii
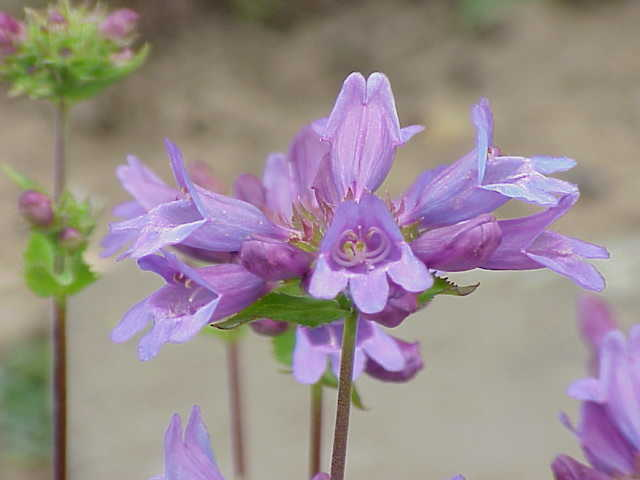
Penstemon serrulatus
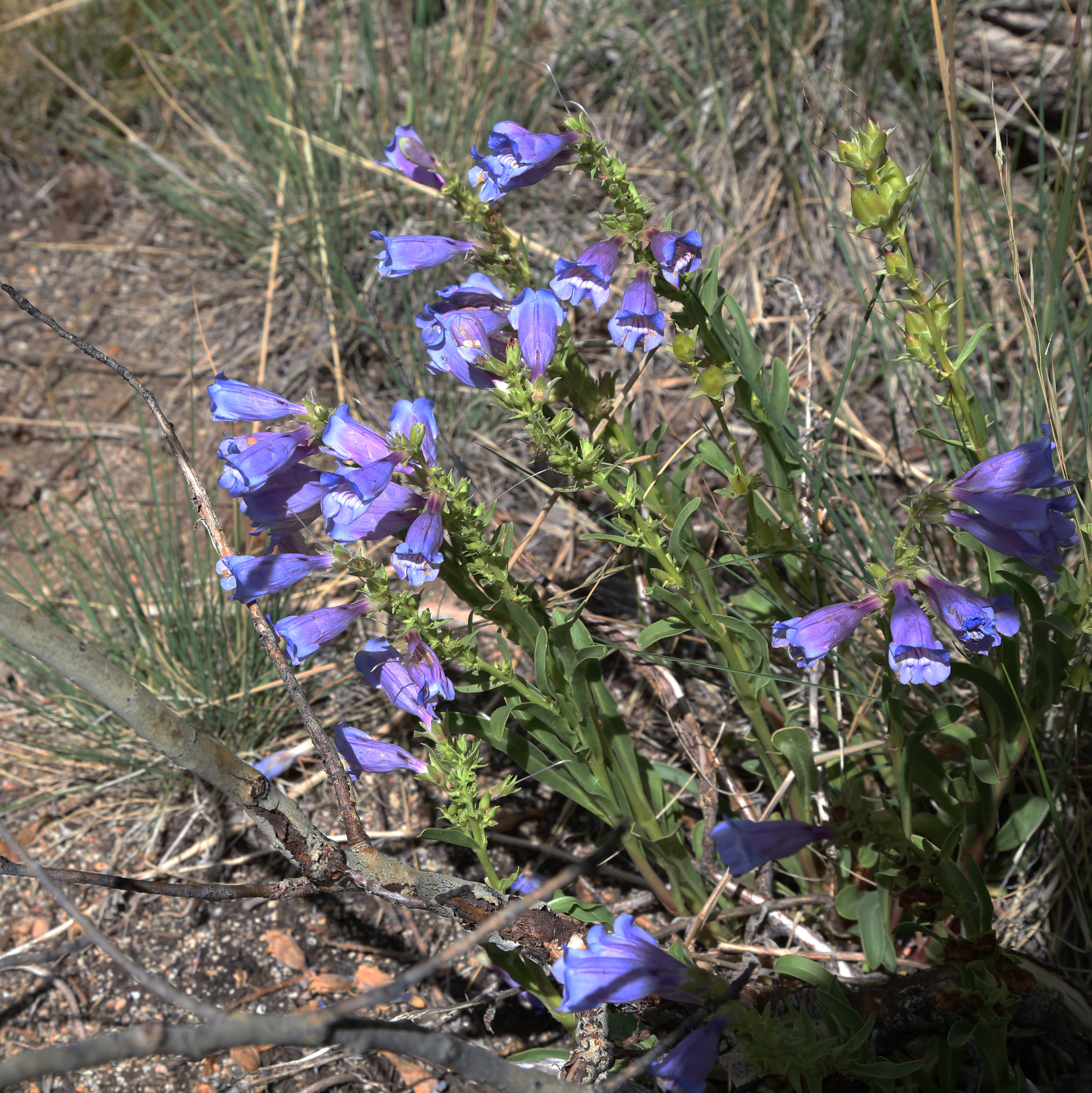
Penstemon speciosus
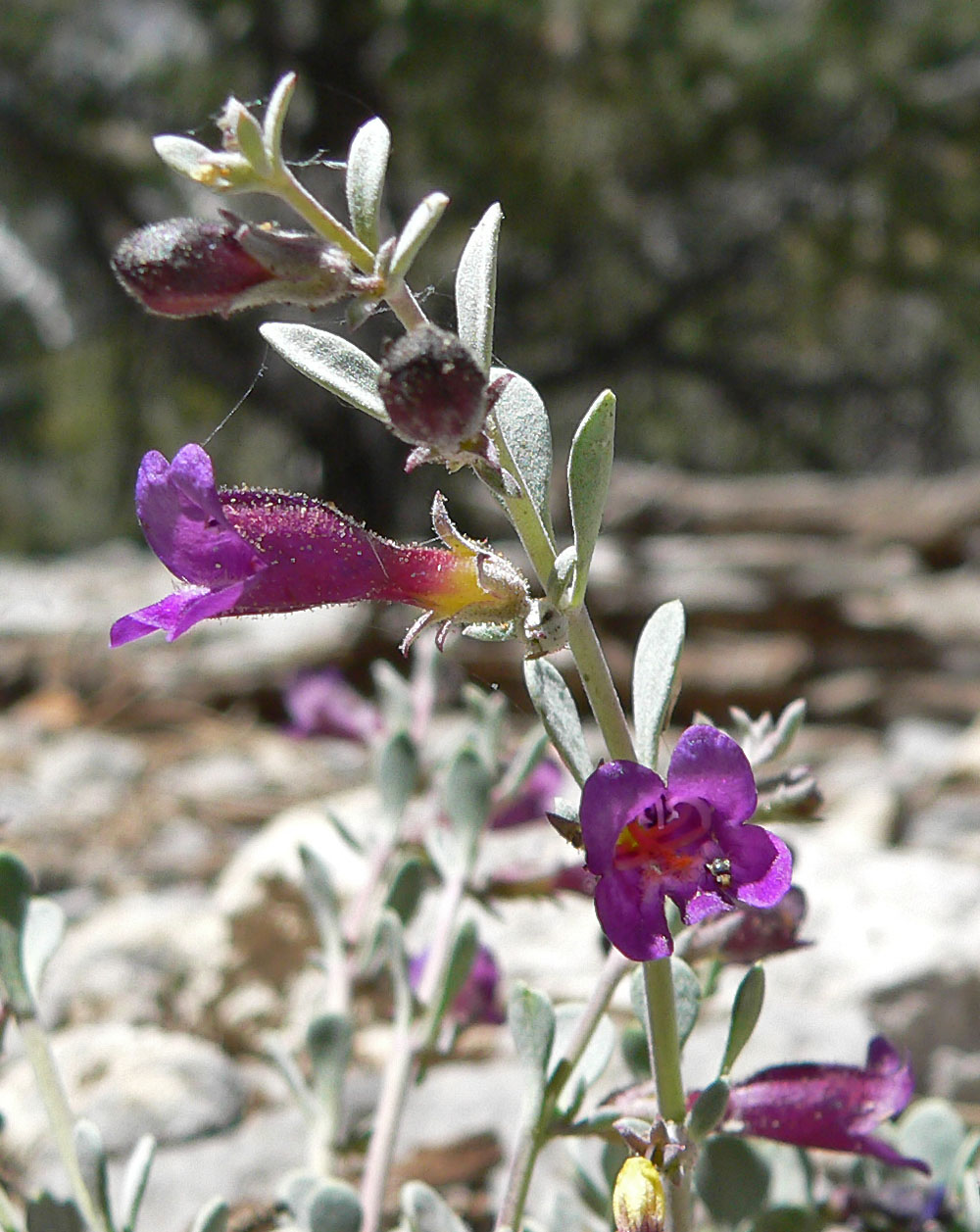
Penstemon thompsoniae
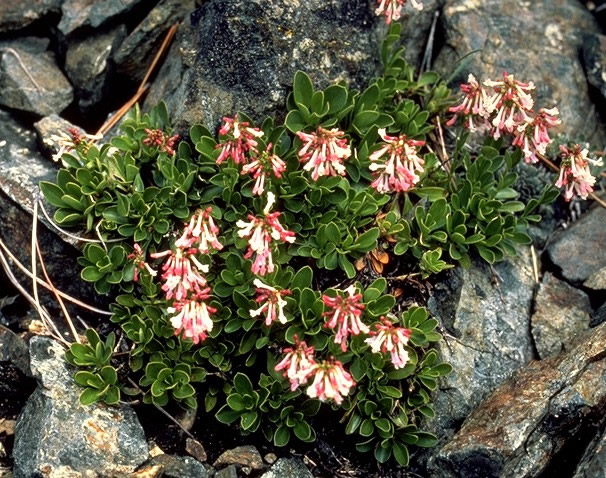
Penstemon tracyi
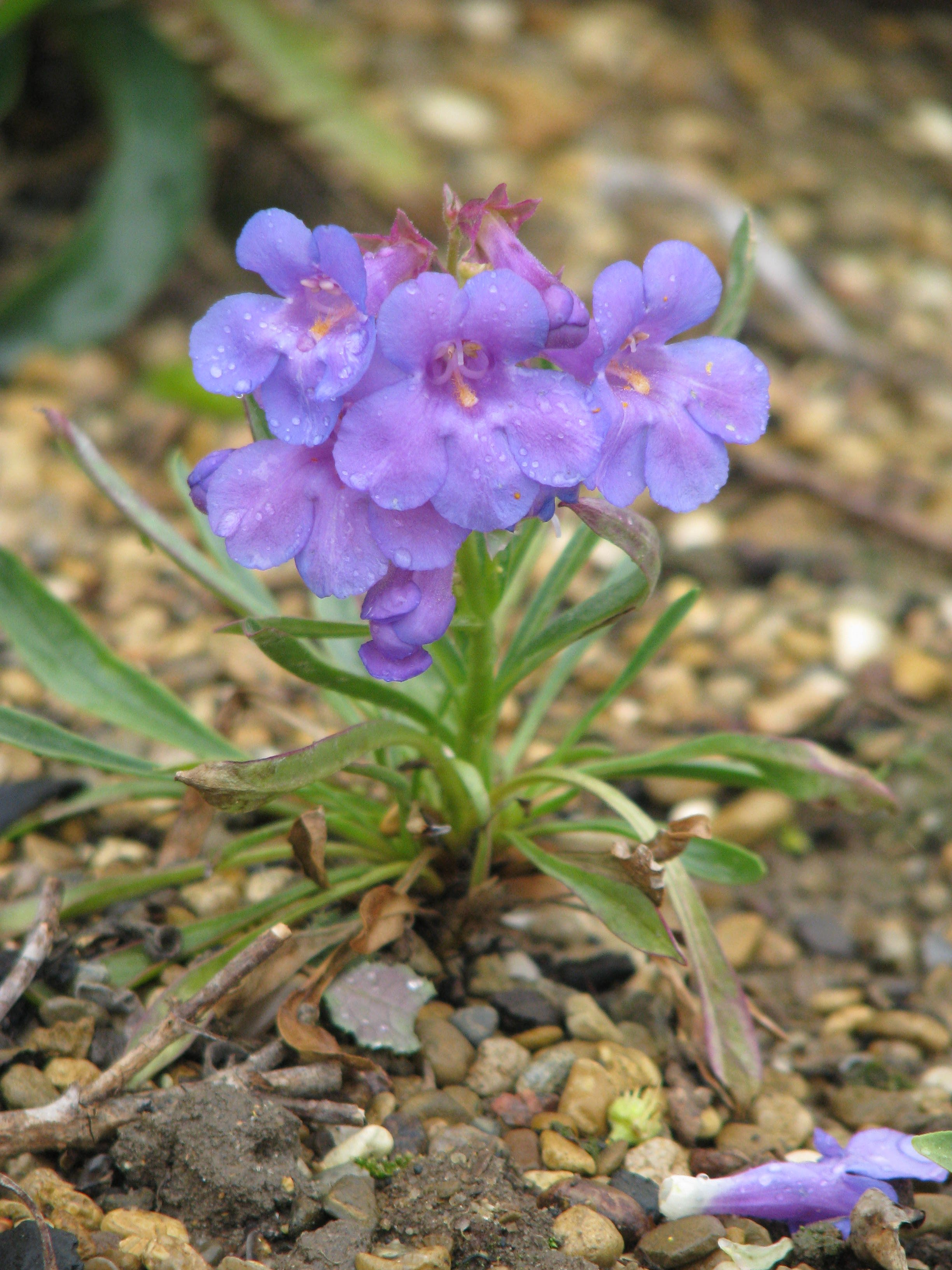
Penstemon uintahensis
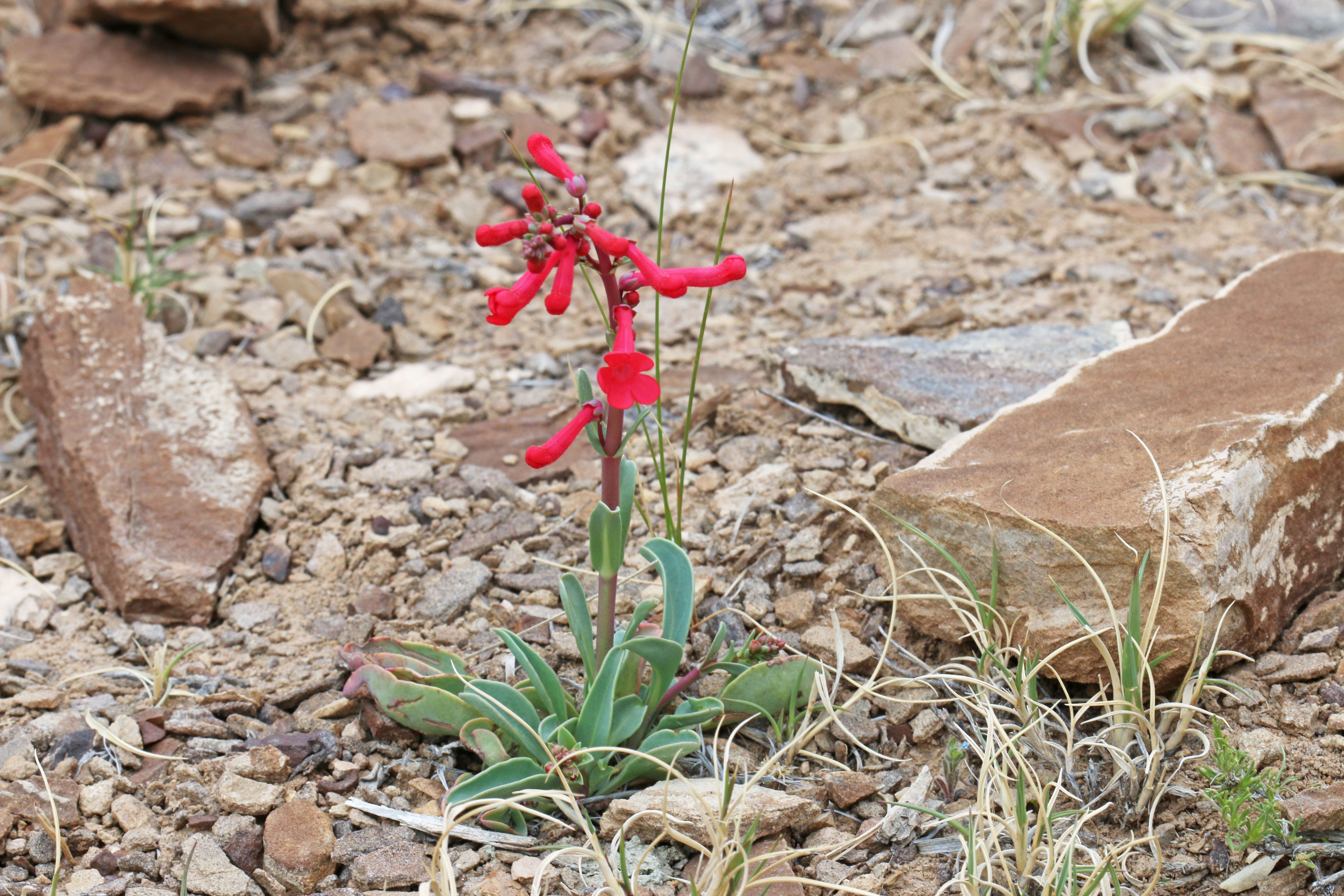
Penstemon utahensis
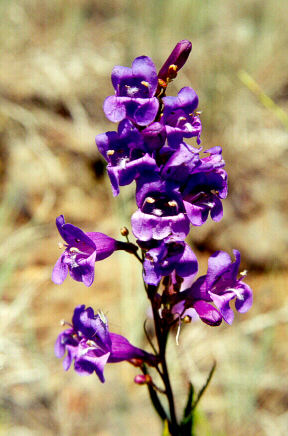
Penstemon venustus
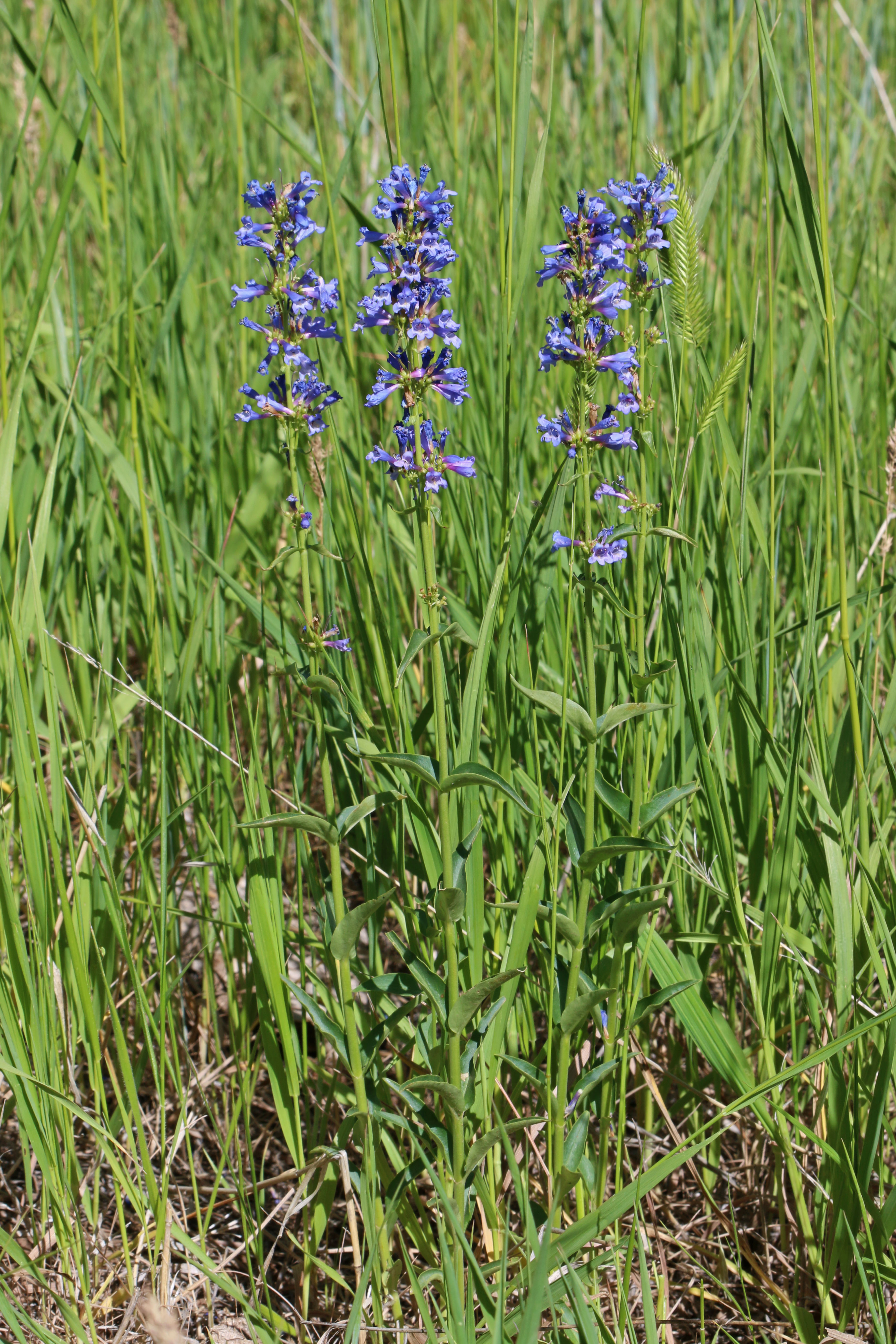
Penstemon watsonii

## Verwendung

### Als Heilpflanze
Einige nordamerikanische Indianerstämme verwendeten Bartfaden-Arten gegen Zahnschmerzen. 

### Als Zierpflanze
Viele Sorten werden als Zierpflanzen in Parks und Gärten verwendet.
Obwohl es sich um eine rein nordamerikanische Gattung handelt, wurde die Zucht von neuen Sorten hauptsächlich in Europa durchgeführt. Bereits Anfang des 19. Jahrhunderts wurden Samen von verschiedenen Bartfaden-Arten dort zum Kauf angeboten. Zu dieser Zeit entstanden auch schon die ersten Hybriden.
Speziell in den 60er Jahren des 19. Jahrhunderts intensivierte sich die Züchtungstätigkeit. Besonders zu nennen sind hier Züchtungen von Victor Lemoine und von Wilhelm Pfitzer. Das Unternehmen des Schotten John Forbes bot 1870 180 Sorten an. Bis 1900 wurde es mit 550 Sorten der weltweit führende Zuchtbetrieb für Bartfaden-Arten, dicht gefolgt von Lemoine mit 470 Sorten.